# Тарский уезд
Та́рский уезд (рус. дореф. Тарскій уѣздъ) — административно-территориальная единица Приказа Казанского дворца, Тобольского разряда Сибирского приказа, Сибирской губернии Русского царства; Тобольской провинции Сибирского царства, Тобольской области Тобольского наместничества, Тобольской губернии Российской Империи; Тюменской губернии, Акмолинской (Омской) области Российского государства; Омской губернии РСФСР СССР.
Уездный город — Тара.

## История

### XVI век
Устье реки Шиш — южный пункт на Иртыше (на территории будущего Тарского уезда), куда доходил отряд Ермака Тимофеевича в последней в своей жизни экспедиции 1584 года.
Царь Фёдор Иоаннович, стремясь обезопасить Тобольск с юга, повелел на границе со степью основать новый город. В царском наказе князю Елецкому говорилось:
.. итти города ставить въ верьхъ Иртыша на Таръ рѢку, гдѢ бы Государю было впредь прибыльняе, чтобъ пашню завести, и Кучума Царя истѢснить, и соль устроить,…
В конце 1593 года план построения Тары был утверждён и Разрядный приказ приступил к формированию рати для его исполнения. Было решено, что основное снаряжение, припасы и другие грузы для нового города доставлять из центральных районов страны водным путём, который именовали в то время Камским.
Так в 1594 году (7102 году от Сотворения Мира) был основан город Тара. При основании Тары, татары Коурдакской волости с 82 душ ясашных уже платили по 18 сороков соболей. Ясак повелено собирать самыми лучшими соболями и чёрными куницами, лучшими бобрами, собольими и беличьими шубами.
Царский Двор тогда намерен был размножить и украсить Тару город перед всеми другими в Сибири, и сделать его оградой против разъезжающих всюду степных народов.
Тара становится центром Тарского воеводства II порядка. Из Москвы присылались для управления гражданскими и военными делами 2 воеводы: городовой воевода и воевода для вылазок.
Верхние татарские волости, которые до того времени платили ясак в Тобольск или Нагайскому Мурзе, сей ясак впредь в город Тару отдавали:
- волость Аялы (под руководством есаулов Мамыки и Янгильдея, 500 человек ясашных);
- волость Коурдак (князь Канкуль, 350 человек ясашных);
- волость Саургач (князь Янбыш, 80 человек ясашных);
- волость Утуз (15 человек ясашных);
- волость Тава (князь Ангильдей, 10 человек ясашных);
- волость Урус (6 человек ясашных);
- волость Токус (князь Баишеп, 3 человека ясашных);
- волость Супра;
- Мёрзлой городок;
- волость Тураш;
- волость Кирпики;
- волость Малогородская;
- Пегая орда (князь Вопя).

Указом царя Фёдора Иванович, было велено бухарских и нагайских послов на Таре принимать, их предложения слушать и в Москву докладывать.
В 1595 году наказом царя учреждается Бухарское купечество в Сибири.
... если Бухарскіе и Нагайскіе торговые люди со всякими товарами, съ лошадьми и съ скотомъ въ городъ Тару пріѢдут, то имѢть тамошним жителям съ ними вольное купечество и поступать съ ними съ учтивостію, дабы ихъ тѢмъ къ себѢ привлекать, а по продажѢ товаровъ отпускать ихъ назадъ безъ всякого задержанія, буде же нѢкоторые изъ нихъ пожелаютъ съ своими товарами и со скотомъ Ѣхать въ Тобольскъ или въ Тюмень, то имъ и это дозволяется...
Зимой 1595 года старший сын Кучума Алей совершил нападение на Аялынскую татарскую волость, расположенную в устье реки Тары. Зимой Тарские служилые люди воюют Барабу на лыжах и берут городище Тунус. Присоединяются волости находившиеся под властью нагайского мурзы Алея:
- волость Чангула (мурза Чангул);
- волость Лугуй;
- волость Люба;
- волость Келема;
- волость Тураш;
- волость Барама (Бараба);
- волость Кирпики (вновь возвращена).

Дин Али Ходжа из Ургенча, потомок пророка Мухаммеда, был в числе трёх шейхов, направленных в Сибирь по просьбе хана Кучума его родственником-шейбанидом, правителем Бухары Абдуллой-ханом. В результате чего возникло поселение Ходжа Тау — юрты Казатовские (ныне деревня Казатово).
В 1596 году были присоединены волости: Чойская, Теренинская, Карагалинская.
В 1598 году Тарский воевода князь Иван Мосальский напал на стойбище Кучума и захватил несколько жён его с детьми и принадлежащими ему стадами. Это стал последний поход против Кучума.
Для заведения пашни, правительство присылало «пашенных» людей, первые из которых прибыли в Тару в 1598 году. В 1599 году за речкой Чекруша была подобрана подходящая елань для заведения «государевой десятинной пашни».

### XVII век
В начале XVII века кучумовец Аблайгерим вместе со степными воинскими людьми совершил нападение на татарскую Тебендинскую волость.
В 1606 году в Тарском уезде случилось нападение кочевников-калмыков, которые грабили деревни.
В 1610 году в Тару прибыли послы от калмыкских тайшей, в том числе от торгоутского Хоорлека.
Тарские казаки под руководством Минина и Пожарского принимали участие в освобождении Москвы от поляков во время Смутного времени.
14 января 1613 года по грамоте воевод и князей Дмитрия Трубецкого и Дмитрия Пожарского тарские казаки были отпущены из Москвы и обеспечены годовым земским жалованием, выданным из Пермских доходов.
18 мая 1617 года по государеву указу дано жалование Сибирянам Тарского города атаману Василию Тюменцу, да литовскому десятнику Ивану Петрову, да толмачу Лунке новокрещённому.
В 1620 году татары Коурдакской волости писали воеводам жалобы о непомерном росте ясака. В Тару был сослан князь воевода Лобанов-Ростовский А. В..
В 1621 году Тара была причислена к «хлебным городам». Служилые люди из Тары первыми в Сибири разведали несколько солёных озёр, она являлась пионером в снабжении населения Западной Сибири солью.
К 1624 году в уезде имелись деревни служилых людей:
- при реке Чекруша: деревня Дементьева 1 двор, деревня Яковлева 1 двор;
- при Степановом озере: деревня Кирилова 1 двор, деревня Машинского 1 двор;
- при реке Кривуши: деревня Иванова 5 дворов, деревня атамана ясашных людей 1 двор;
- при реке Байгилдейке: деревня Черкасова 2 двора;
- при Байгильдеевом озере: Терентьева 1 двор, Малова 1 двор, Колачникова 1 двор;
- на Красном Яру около реки Уй: Романова 1 двор, Старченинова 1 двор;
- при Мамешеве озере: Мамешева 5 дворов;
- при Имшитике: Прокудина 1 двор;
- при Ильчике озере: Мосалитина 1 двор, Абреимова 1 двор;
- при Иртыше: Гаврилова 1 двор;
- при реке Балчике: Лукьянова 1 двор;
- за речкой Архаркой в дубравах: Пантелеева, Курмина, Годунова, Семёнова по 1 двору;
- при Зуеве озере: Ефтина 6 дворов, Кулударова 1 двор;
- при реке Ибейки: братьев Сафроновых 2 двора, Сотонина 1 двор;
- при реке Оше: Жаденова (Гаденова) и Трещокина по 1 двору;
- при Ананьином озере: Ананьина 2 двора.

Кроме того 6 человек служилых людей имели займища и 77 человек отъезжие пашни. Во всех этих деревнях и займищах проживало 150 человек в 46 дворах. Пашенными крестьянами основана только одна деревня Чекруш при реке Чекруше. В этой деревне было 4 двора, 2 землянки, 8 человек крестьян, которые имели свои дворы в Таре.
В 1625 году в уезде был необыкновенный урожай.
Тяжёлый ясачный гнёт был одной из причин разразившейся в 1627 году «тарской смуты» — восстания ясачных татар Тарского уезда. Ясачные Барабинцы не стерпя вымогательств и насильств предместниками их князьями Шаховским, Кайсаровым, ровно и нижними подчинёнными деланные, вместо первого намерения сжечь Тару с деревнями, лучше решили откочевать. По царской грамоте было велено расследовать поступки воевод, а бежавших татар обнадёжить поощрением и льготами.
Летом 1627 года положение в Тарском уезде ещё более осложнилось. Калмыцкие правители Айдар и Мангыт открыто стали угрожать Таре. События в Тарском уезде крайне встревожили правительство царя Михаила Фёдоровича.
В 1628 году по расследованию Тарские воеводы Юрий Иванов Шаховский и Михайло Фёдоров Кайсаров по «Калмыцкому делу» в «опале государя» были сосланы в Тобольск на 4 года. Тарская смута закончилась лишь в 1631 году.
В 1629 году Тара входит в Тобольский разряд.
В 1631 году строятся острожки: Ишимский, Тебендинский, Коурдакский и входят в состав Тоболо-Ишимской засечной черты. Ишимский острог построен от предостережений от калмыков, которые тогда подходить близко стали. От Тебендинского острога располагался в 25 верстах. Тебендинский острог был построен палисадником от неприятельских набегов, так как калмыки и оставшиеся от Кучума люди, российские селения и ясашные татарские волости беспокоили. Посылались сюда по 50 казаков погодно. После того как опасность ушла, содержалось тут небольшое число казаков только для вестей, а постоянных российских жителей здесь не бывало. Жили здесь иногда зимой из ближайших деревень татары. Название острог получил от бывшего здесь татарского городка Тювенда, что русские выговаривают «Тебенда», здесь жил татарский князь Елигай, происходивший от Ишимского хана Саргачика. Коурдакский острог построен для охраны от калмыкских набегов между Тобольским и Тарским уездами в расстоянии от города Тары 130 вёрст. Содержался в нём казацкий гарнизон из Тобольска, который ежегодно сменяли.
Осенью 1631 года началось новое сильное наступление кочевых орд на сибирские окраины, в котором активное участие приняли и тарские татары. Калмыцкие полчища вторглись вглубь Тарского уезда, предавая огню и опустошению сёла, деревни и заимки.
В 1633 году по государеву указу атаман Тарского города Влас Калашников был пожалован государем за его службу, когда он был послан (в 7140 году) из Тары к калмыкским тайшам говорить с ними, чтоб они близко к государевым ясашным волостям не кочевали и чтоб государевым ясашным людям утеснений не чинили. Тайшей уговорил и в Тару привёл договор заключать.
В 1635 году для укрепления Тарского гарнизона было выселено на житьё 300 семей из Нижнего Новгорода и Вологды разных чинов и служивых людей, которые несли службу в конных или пеших казаках, однако в 1637 году нижегородцы и вологодские стрельцы подались в бега из-за голода. Внуки Кучума напали и ограбили окраины Тарского уезда.
В 1638 году было достигнута высшая добыча шкурок соболя в Тарском уезде, когда в казну поступило 2303 соболя. В последующие годы поступление соболей в счёт ясака, как в Тарском уезде, так и повсеместно в Сибири сокращается. Пушнина Тарского уезда считалась одной из лучших и высоко ценилась на рынке. По цене тарские соболи уступали лишь соболям, добытым в Берёзовском уезде.

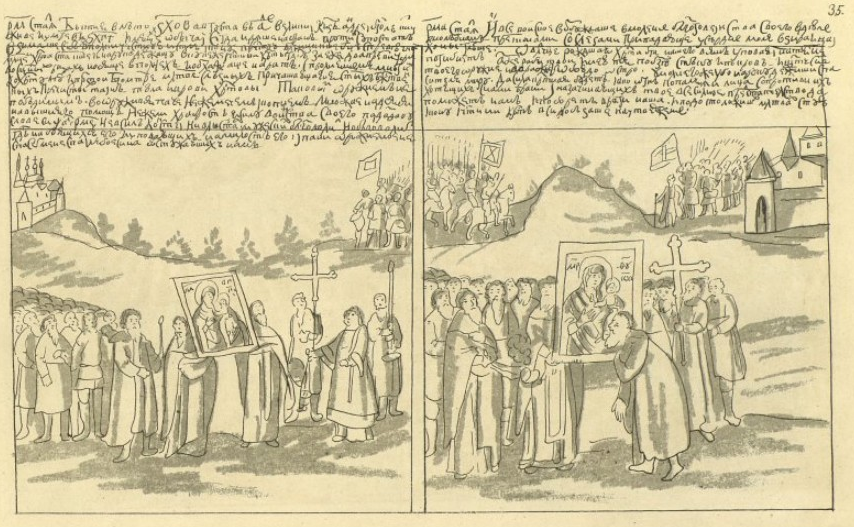
Тарский город. Ремезовская летопись.
XVII век

В Тарский уезд стали ссылать людей за преступления. Так из поселяемых здесь ссыльных были образованы целые отдельные посёлки (Могильно-Посельское, Копьёво, Резино, Баженово).
В обстановке постоянной борьбы и угрозы нападений заселение территории по среднему Иртышу шло медленно и к 1645 году в Тарском уезде было около 535 человек взрослого мужского населения русских и 684 человек «инородцев» ясашных, 80 служилых людей. Все существующие населённые пункты насчитывали 590 дворов. За полвека население уезда увеличилось незначительно.
В 1660-е годы ясашное население Тарского уезда выступало с оружием в руках против джунгарских правителей Имкета и Анчана.
С увеличением русского населения Тарского воеводства образуются низовые административные единицы — слободы и погосты, где размещались приказчики. В 1668—1669 годах основываются слободы Бергамакская и Аёвская, в 1669 году основываются погосты Знаменский (Изюкская слобода), Логиновский.
В 1669 году уездный город был перенесён на новое место.
В 1670 году образуется Чернолуцкая слобода при реке Иртыш (это самый южный передовой пункт в Сибири). Слобода прозвана по так называемой «Чёрной Луке» (кривизна реки Иртыш).
К 1672 году в уезде насчитывалось 53 бухарских двора.
В 1682 году при Иртыше образуется Такмыкская слобода в 77,5 верстах от Тары, а потом Карташёвский, Ложниковский погосты.
24 июня 1683 года написана Грамота в Пермь Великую, в Чердынь и Соликамск Стольнику и Воеводе Барятинскому № 1030 «О учреждении, где должно, крепких застав для преграждения самовольного перехода Русских людей в Сибирь», по которому не дозволялось пропускать в Сибирь без государевых проезжых грамот. Однако беглецы обыкновенно селились где-нибудь в урмане, заводя одины и заимки. Беглые расчищали леса, заводили пашню и жили иногда по несколько лет не будучи известны правительству. Воеводы, открывали подобные поселения и накладывали на них государственную подать, но не доносили Царю. Так, например, была самовольно образована деревня Кирилина в Бутаковской волости (была утверждена Казённой Палатой только в 1869 году).
В 1689 году был произведён по Тарскому уезду осмотр всех земель и угодий, проданных или заложенных служилыми людьми местным бухарцам.

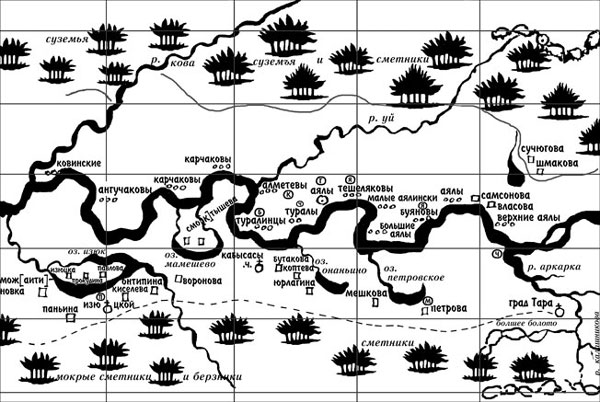
Тарская округа в Хорографической Чертёжной книге Сибири
С. У. Ремезова 1697—1711 годы

В 1698 году в Тарский округе проводилась перепись мужского населения.
В XVII веке Тарский уезд входил в Тобольский разряд, в котором числились ясачные татарские волости Саргач (Ишим-Томак), Тебендя, Котлубахтина, Яр-Иртыш, Отуз, Тав, Тав-Отуз (Кулары), Коурдак.
Тарская группа бухарцев стала складываться в XVII веке и к концу XIX века эта была самая большая по численности группа бухарцев. Тара вела оживлённую торговлю с Бухарией. Бухарские купцы доставляли на сибирский рынок ясырь (рабов).
К концу XVII века Тарский округ не представлял опасности в нём селиться, но он не имел достатка в удобных землях, которые встречались только по рекам Оша, Аёв, Тара. Поэтому только южная часть округа была заселена. В северной болотисто-лесистой части бродили лишь одни инородцы.

### XVIII век
В 1701 году в воеводстве проводилась перепись населения, так называемый «дозор», в результате которого было переписано всё русское население уезда (служилые и крестьяне), а также татары и бухарцы. «Дозорной книгой» 1701 года было учтено в Тарском уезде 3 слободы, два погоста, 43 русских и 47 татарских деревень.
К этому времени в уезде насчитывалось 82 двора бухарцев в 8 населённых пунктах. К «государевой пашне» под городом было поселено 10 крестьян из опальных и местных людей. Из них 8 человек пахали 43 десятины, а 2 человека были приставлены к «государевой бане» в водоливы. Около города находилось 60 десятин запустевшей «государевой пашни», которую раньше пахали Казанские, Лаишевские, Тетюшские переведенцы, но после конского падежа были переведены ещё по грамоте царя Бориса Годунова в Туринский острог. Всего в уезде в 3 юртах 14 пашен бухарских, а в них бухарцев 21 человек.
С юга русские селения ограничивали Бергамакская и Такмыкская слободы и караул на речке Бызовке.

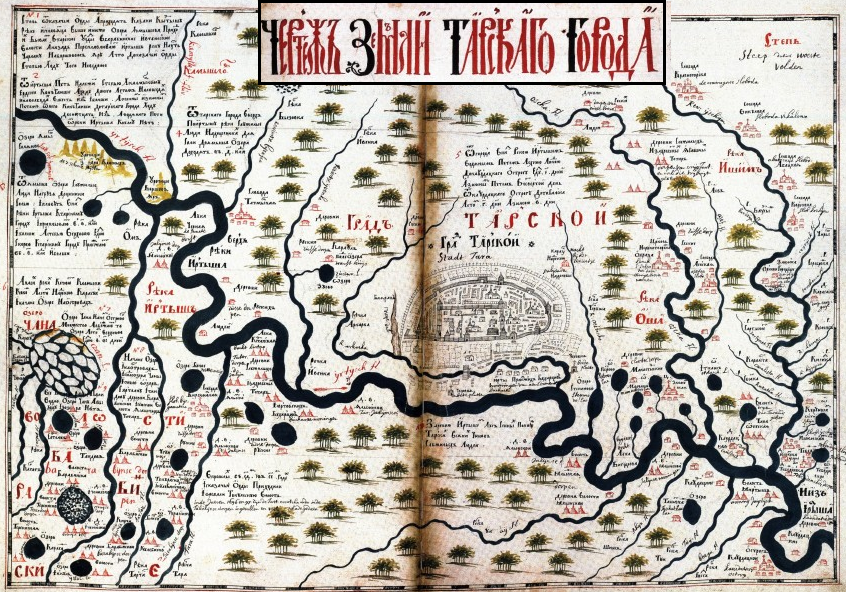
Чертёж земли Тарского города 1701 год С. У. Ремезова

На севере стояла Аёвская слобода и деревни Мурзина, Усть-Ошинская, Шухова.
Густонаселённым районом стала территория по реке Оше. Кроме Ложниковского погоста, здесь имелось 14 деревень, в том числе Шадрина, Кубрина, Кучуковская, Ставшева, Ногаева, Куянова, Любимова, Скатова, Терёхина и другие.
В I половине XVIII века в связи с созданием регулярной армии в разряд тяглого населения были включены и служилые люди по прибору. Сохранив своё название «слобода», уездные слободы превратились в обычные сёла и деревни. Однако все 4 слободы (Аёвская, Бергамакская, Викуловская, Такмыкская) в Тарском уезде просуществовали до конца XIX века, когда окончательно преобразовались в сёла.
В начале XVIII века в Тарский уезд были выселены по распоряжению правительства ямщики из внутренних губерний для беспрепятственного сообщения с Восточной Сибирью.
По учёту 1706 года в Тарском уезде было 709 ясашных татар, 27 захребетных, 55 порушных, 126 калмыков, 84 остяков.
До 1708 года (114 лет) в уезде и городе действовало воеводское управление.
18 декабря 1708 года Именным указом, объявленный из Ближней Канцелярии № 2218 «Об учреждении Губерний и о расписании к ним городов», образуется Сибирская губерния, куда бал причислен город Тара с окружными поселениями.
В 1710 году по переписи населения в Тарском уезде было 5331 душ мужского пола, в том числе государственных крестьян — 366, разночинцев — 3304.
22 мая 1714 года на галере «Святой Наталии» вышел указ Петра I № 2811 «О завладении городом Еркетом и о искании золотого песку по реке Дарье», а также указ «О песочном золоте в Бухарии, о чинённых для этого отправлениях, и о строении крепостей при реке Иртыше, которым имена: Омская, Железенская, Ямышевская, Семипалатная, Усть-Каменогорская». Так в средне-азиатские земли была отправлена экспедиция под командованием Бухгольца из Тобольска. Для этого из Тары Бухгольцу было выделено 1500 лошадей, на которые были посажены драгуны. От Тары до калмыкского Еркета (бух. Эркен-Дарья) Малой Бухарии в полтретьи месяца нескорою ездой.
В наказе Сибирского губернатора Гагарина Бухгольцу говорилось:

Ежели непріятель не будетъ давать дѣлать крѣпости, то, прося отъ Бога помощи, противиться какъ можно всѣми людьми. Ежели непріятель сидѣть будетъ, то надлежитъ о прибавкѣ людей, естьли понадобится, и для чего, о томъ писать въ Тобольскъ и на Тару и въ Томской, а въ Томской и на Тару посланы указы…
В феврале 1716 года Бухгольцу из Тары был выслан караван из купцов и промышленников, а также золото, однако караван был схвачен в плен калмыками.
В 1716 году на пересечении рек Иртыш и Омь основан Омский острог отрядом под командованием И. Д. Бухгольца на обратном пути после провальной экспедиции с разрешения губернатора Сибирской губернии Гагарина М. П.. Войска выводимые из Тобольска и Тары на пограничную линию, достигали этой линии именно здесь.
Летом 1717 года Сибирский губернатор Гагарин отправил экспедицию во главе с подполковником Ступиным для постройки новой крепости между Омской и Ямышевской при реке Железной, где была основана Железнинская крепость. Для этого из Тары Тарский воевода отправил сына боярского Павла Свиерского с командой казаков. Также был послан губернаторским указом из Тары дворянин Василий Чередов с казаками, чтобы от Ямышева по реке Иртыш вверх, сыскать ещё место для строительства крепости, где и была построена Семипалатинская крепость.
29 мая 1719 года была создана Тобольская провинция, в которую вошёл Тарский уезд Именным указом, объявленный из Сената № 3378 «О разделении Сибири на три провинции».
В Именном указе, состоявшимся в Сенате № 3380 «Об устройстве Губерний и об определении в оных Правителей», города Сибирской губернии расписаны по провинциям. Тара с 1671 двором отошла к Тобольской провинции по указу Сибирского губернатора князя Черкасского.

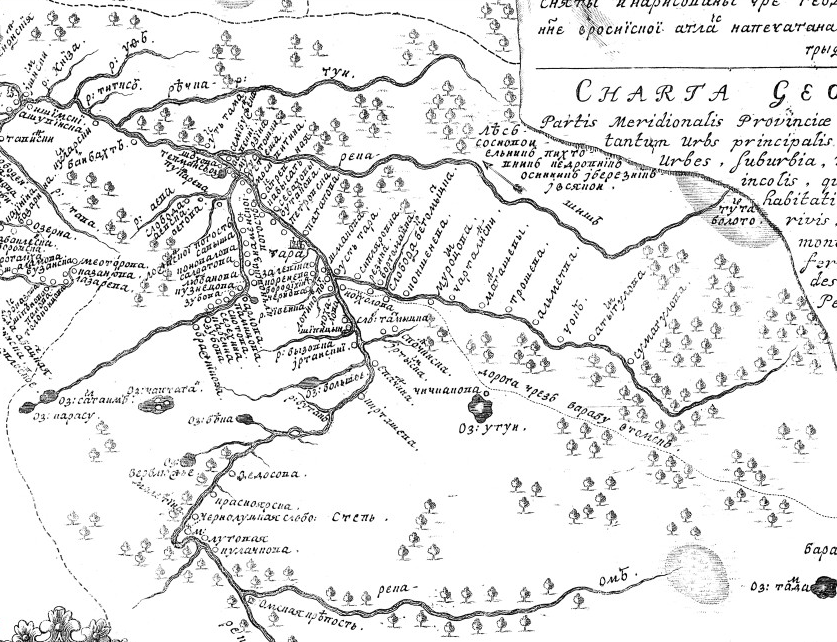
Тарский уезд на карте Тобольской провинции Сибирского царства 1722—1737 (Кирилов И. К.)

По переписи 1720 года числится 154 порушных татарина, в это число включены бывшие захребетные и калмыки.
Город Тара стал гнездом фанатиков-раскольников, которые отсюда расходились по всей Сибири. Главным лжетолкователем был тарский казачий полковник Подушин. В мае 1722 года Император Пётр I захотел искоренить этот раскол, но город и его окрестности взбунтовались. Начался «Тарский бунт». Последовали жестокие казни виновных: одних сажали на кол, другим рубили головы. От этого и пошло название жителей города и окрестностей — «коловичи», то есть сажаемых на кол.
... Въ прежнїе времена отправлялись отсюда и нарочитые торги въ Калмыцкую землю и въ Бухарїю, и были тогда мѣщаны довольно богаты: но упрямство жителей, что въ 1723 году требованной ПЕТРОМЪ ВЕЛИКИМЪ въ наследїи престола присяги учинить не хотѣли, город раззорило. Думаютъ что склоненїе къ расколу въ томъ безразсудномъ поступкѣ участїя имѣло.
В 1724 году для расследования бунта был прислан вице-губернатор Александр Кузьмич Петрово-Соловово. Было казнено в общей сложности около 1000 человек, сам Подушин с подвижниками взорвался в доме. Несколько тысяч было сослано по Сибири и Рогервик. По всем дорогам, выходящим из Тары, стояли большие деревянные кресты, по словам жителей, для молебнов, по словам других, для напоминания казней тут совершившихся. (В 1730 году 89 дворян и служилых людей просили дозволения возвратиться обратно к родственникам. 18 марта 1730 года им было разрешено вернуться в Тарский уезд).
В 1724 году по указу сибирские татары и бухарцы были освобождены от рекрутства.
В 1725 году основано Тарское уездное казначейство.
В 1730 году для защиты от набегов кочевников на пересечении реки Иртыш и речки Серебрянки возводится небольшой форпост Серебрянский.
В 1741 году по указу генерал-аншефа губернатора Сибирской губернии Шипова И. А. возводятся для защиты от набегов кочевников форпосты: Юйский, Кутурлинский на реке Оше, Зудиловский подстав на реке Аёв, Нюхаловский на реке Нюхаловка и в долине реки Иртыша форпосты Большереченский, Ирчинский, Инберенский, Кушайлинский, Верблюженский, Воровской и другие, образовавшие Ишимскую укреплённую линию.
В 1744 году в округе началось строительство почтовой дороги Тобольск-Тара.
В 1749—1750 годах собираются сведения о военных силах в Тарском воеводстве по приказу генерал-майора Киндермана, так как возникла угроза нападения Джунгарского хана Галдан-Церена и разрушения русских селений и крепостей. Были перечислены крепости, заставы и все оборонительные объекты, слободы и приписанные к ним крупные селения и число мужского населения.
Так в 1749 году в Тарском воеводстве самыми крупными поселениями были:
- К Омской крепости причислены деревни: Захламина, Харина, Горная Кулачевская, Луговая, Новая Токарева, Боровая, Пахобова, Зотина;
- К слободе Чернолуцкой причислены деревни: Малетина, Красноярская, Бетеинская;
- К слободе Такмыкской причислены деревни: Усть-Бызовка, Епанчина;
- К слободе Бергамакской причислены деревни: Маромцева, Кокшенёва, Резина;
- К слободе Аёвской причислены деревни: Фирстова, Баслинская, Рыбина, Шмакова;
- К Карташёвскому погосту причислены деревни: Качусова, Пустынная, Серебряная, Крутинская;
- К Знаменскому погосту причислены деревни: Пушкарёва, Шухова, Мурзина, Усть-Ошинская, Островная, Мамешева;
- К Логиновскому погосту причислены деревни: Заливина, Усть-Тарская, Шуева, Евгаштина, Черняева, Колбышская, Мешкова, Решетникова, Нюхаловская;
- К Ложниковскому погосту причислены деревни: Ставскова, Коновалова, Солдатова, Кучковская.

В общей сложности насчитывалось 52 населённых пункта (1 город, 4 слободы, 4 погоста, 43 деревни), в которых проживало 2024 человека в возрасте от 16 до 50 лет. В городе Тара было обывателей от 16 до 50 лет 409 человек.

Сибирский тракт на территории Тарского уезда до начала XIX века

В 1763 году в уезде проводится III ревизия населения. Основана при ручье Тюкале слобода Тюкалинская, которую заселили российские поселенцы и ссыльные на поселение.
В 1768 году командиром войск Сибирского корпуса Шпрингером был совершён объезд крепостей Сибирской пограничной линии. По результатам поездки им было принято решение перенести старую Омскую крепость на новое место.
К середине XVIII века с развитием торговли в восточной Сибири торговое и военное значение Тары падает, но несмотря на это Тара — третий по величине город Сибири после Тобольска и Енисейска.
20 августа 1769 года по указу Императрицы Екатерины II № 13335 «О воспрещении проповедникам ездить без дозволения к иноверцам и о строении мечетей на основании прежних резолюций, состоявшихся в 193 году», возводится первая в Сибири каменная мечеть в городе Тара по повелению Сибирского губернатора Чичерина.
В 1770 году с научной целью уезд посетил Георги И. Г..
В 1773 году через уезд проезжал Паллас П. С., оставивший упоминание о поездке в своих трудах:
Въ Тарѣ есть комендантъ и небольшой гарнизонъ, который какъ и воеводская канцелярїя подъ Тобольскимъ правленїемъ состоитъ. Принадлежатъ къ ней слободы Омская, Чернолуцкая, Татмицкая, Тюкалинская, Бергаматская, Аёвская, Усть-Тартарский форпостъ, три большїе села Логиново, Лосинниково (Ложниково), и Знаменское, также и Устъ Ишимской острогъ и вообще 103 Русскїе и 134 Татарскїе деревни. Число сихъ платящихъ татаръ простирается, щитая немногихъ Остяковъ, до 5248 человѣкъ, между коими находится 2344 Барабинскихъ татаръ и 574 человѣка, щитая и живущихъ въ городѣ Бухарского поколѣнїя
В 1776 году основана Викуловская слобода, путём объединения слободы Орлово Городище и деревни Викулова.
Административно-территориальные преобразования России 1780-х годов не только установили новые границы губерний, но и определили нормы низового районирования — деления уездов на волости с числом жителей от 800 до 1000 ревизских душ. В Тарском уезде было создано 13 русских и 7 национальных волостей. Уездным городам учреждались гербы, по описаниям которых можно судить о значении или богатстве округа.

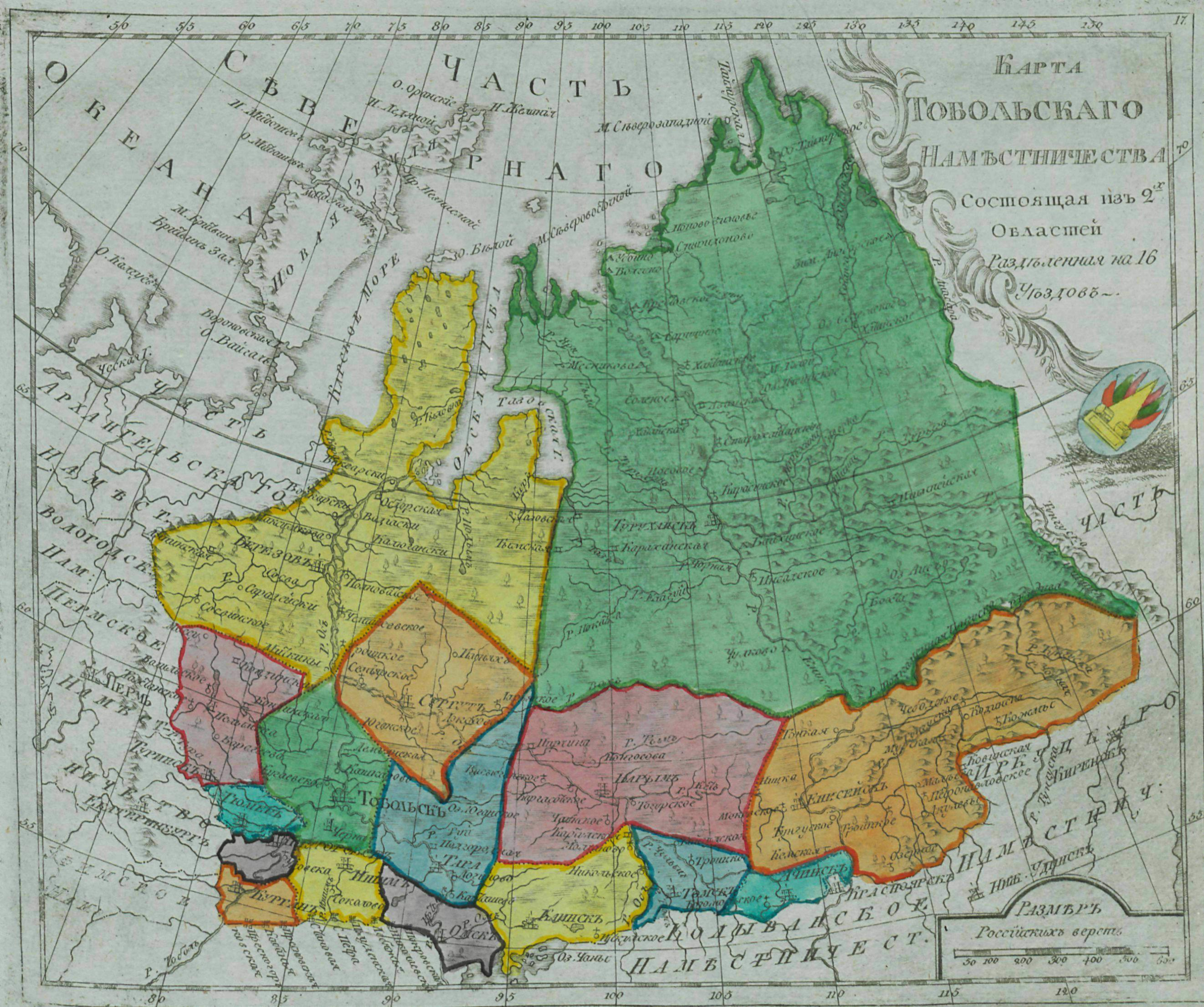
Тобольское наместничество Тарский уезд. 1792 год

19 января 1782 года Именным указом, данному Сенату № 15327 «Об учреждении Тобольского Наместничества из двух областей, Тобольской и Томской, и о разделении оных на уезды», Тарский уезд приписывается к Тобольской области Тобольского наместничества.
В Наместничестве Тобольском, составя оное из двух областей, Тобольской и Томской, из коих к первой принадлежат 10 уездов, а именно: Тобольский, Тарский, Омский, Ишимский, Курганский, Ялуторовский, Тюменский, Туринский, Сургутский, Березовский;...
Так из Тарского уезда выделяется самостоятельный Омский уезд.
В 1782 году образуется Рыбинская волость. В уезде проводится IV ревизия населения.
17 марта 1785 года городу и уезду высочайше дан герб.
В II половине XVIII века образуется Подгородская волость.
В 1795 году в уезде проводится V ревизия населения.
12 декабря 1796 года Тарский уезд вошёл в состав образованной Тобольской губернии.
2 ноября 1797 года Высочайше утверждённым докладом Сената № 18232 «О числе городов в Тобольской Губернии», город Тара причислен уездным городом Тобольской губернии.
В докладе Сената было сказано:
Во исполнение сего Высочайшего Вашего Императорского Величества поведения, Тобольский Гражданский Губернатор Толстой назначил составить в Тобольской Губернии города: ... уездные:  Тара... уезды же оных приписать Омской и Каинской, исключая одно селение Иткульской волости, к Таре...
По этому докладу к Тарскому уезду был присоединён упразднённый Омский уезд.
В XVIII веке появляются Бутаковская, Викуловская, Каргалинская, Нижне-Колосовская, Логиновская, Слободчиковская волости. Возникают Бухарская, а позже Карагайская инородческая татарская волость, но они числились лишь номинально.

### XIX век

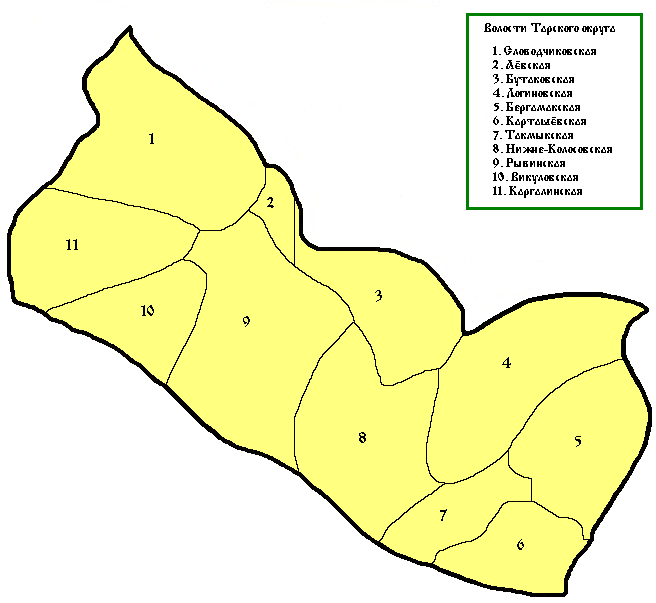
Деление Тарского округа на 1851 год

В 1802 году из Тарского уезда вновь выделился Омский уезд.
В 1808—1810 годах жители уезда собирали средства на Памятник Минину и Пожарскому. В общей сложности было пожертвовано:
- от города Тара (заседатель 8 класса Власов и титулярный советник Афанасий Катин по 5 рублей каждый, 8 купцов 119 рублей, 6 мещан 19 рублей 50 копеек);
- от волостей (Слободчиковская 55 рублей, Карташёвская 50 рублей 20 копеек, Каргалинская 39 рублей 13 копеей, Бергамакская 38 рублей 50 копеек, Аёвская 35 рублей 20 копеек, Нижне-Колосовская 32 рубля 27 копеек, Логиновская 25 рублей 50 копеек, Такмыкская 14 рублей 96 копеек).[28]

В 1812 году в уезде проводится VI ревизия населения.
В 1816 году образуется Порушская волость с выделением части территории Аялынской волости. Проводится VII ревизия населения.
В Тарском округе насчитывается пять инородческих волостей:
- татарские: Аялынская, Порушская;
- бухарские: Бухарская, Подгородская;
- Остяцкая.

В 1817 году образовано Тарское уездное училище.
В 1820-х годах была ликвидирована Подгородская волость.
В итоге административных реформ 1822—1823 годов, Тара стала окружным городом.
В первой половине XIX века Порушская волость была ликвидирована и вошла в состав Аялынской волости.
В 1834 году в округе проводится VIII ревизия населения.
В 1838 году к Тарскому округу присоединён Омский округ упразднённой Омской области.
В 1850 году в округе проводится IX ревизия населения.
В 1851 году в Тарском округе насчитывалось 11 волостей. При этом все волости были русскими. Инородческие волости ещё не выделялись как отдельные единицы. Волостной центр Карташёвской волости находился в селе Пустынное.
В 1854 году часть Тарского округа с городом Омском выделена в образованную Область Сибирских Киргизов.
В 1858 году в округе проводится Х ревизия населения.
20 мая 1868 года Высочайше утверждено мнение Государственного Совета № 45882 «О водворении в Сибири ссыльных Лютеранского вероисповедания и о замене статьи 268 Т. XIV Устава о сыльных».
Ссыльные Лютеранского вероисповедания водворяются в особо устроенных для них поселениях или в других местах, по ближайшему усмотрению Генерал-Губернаторов Восточной и Западной Сибири, которые назначают места этих поселений таким образом, чтобы ссыльные не были лишены при сём средств духовного призрения
Было велено завести колонии из переселяющихся Латышей и Эстов на Барабинских степях. Так была образована деревня Чухонская.
В 1868 году после реформы Тарский округ делился на 15 волостей (11 русских и 4 инородческие в основе своей татарские волости). Появились новые волости: Секменёвская, Мало-Красноярская. Нижнеколосовская волость была переименована в Корсинскую. Волостной центр сохранился в селе Нижне-Колосовское.
В 1871 году в округе был проведён телеграф в город Тару.
В 1878 году Тюкалинск получает статус города Тарского округа (вместо Омска отошедшего в 1868 году в Акмолинскую область) и становится окружным городом Тюкалинского округа.
В 1881 году образовывается Тевризская волость. Логиновская, Карташёская волости были упразднены.
В 1883 году образуется Седельниковская волость путём выделения части территории из Логиновской волости.
В 1884 году в Тарском округе насчитывалось 30 хлебозапасных магазинов.
12 октября 1888 года Высочайше утверждённым положением «О перечислении шести деревень из Тарской в Тобольскую округу», были перечислены из Слободчиковской волости Тарского округа деревни Новая, Еланка, Затонная, Скородумова, Березянка, Панова с их выселками в образованную Загваздинскую волость Тобольского округа.
К 1888 году в округе действовало 17 начальных народных училищ, 8 церковно-приходских школ, 8 школ грамотности.
В 1890-х годах в Тарском округе действовало 9 волостных и сельских банков. Ни в одном другом округе Тобольской губернии, не было образовано столько банков.
В 1891 году Тарский округ посетил великий князь Николай Александрович, будущий император Николай II, побывавший проездом в сёлах Усть-Ишимское, Утьминское, Тевризское и городе Тара.
... Народ везде, где можно было, сбегался к берегу и криками выражал свой восторг. Дождливая погода стала несколько улучшаться; но в село Усть-Ишим пароход доехал лишь в 11,5 часов вечера 11 июля в совершенной темноте, почему Его Высочество не пожелал выходить на берег, а лишь принял на пароходе депутации, собравшейся здесь издалека, для приветствования Высокого Гостя Сибири.
... часов в 11 следующего утра, т.е. 12 июля, пароход остановился для нагрузки дров близ села Тевризского. Здесь не ожидали, чтобы пароход остановился; но на всякий случай крестьяне, по силе уменья, украсили свою скромную пристань. Священника не было дома, так как он уехал на требу, но причт был на берегу с хоругвями, и народ толпился в ожидании увидеть пароход Цесаревича. Каков же был восторг Тевризовцев, когда неожиданно пароход подошёл к их пристани и на мостике наверху показался Сам Наследник Престола.

13 июля в 9 часов утра пароход "Николай" подошёл к Тарской пристани. Тарские жители, ожидая Высокого Гостя, не остановились перед расходами и заботами: дорога к городу была уставлена флагами, близ пристани была устроена большая площадка, вымощенная деревом и украшенная, а с двух сторон пристани на большое разстояние по воде поставлены были флагштоки, соединённые гирляндами и украшенные дневной и вечерней иллюминациями... Бухарцы Тарского округа и инородцы Аялымской волости поднесли блюда местного тарского изделия из кленового дерева с украшениями. Выборный от бухарцев Тарского округа Начметдин Айтыкин удостоился получить от Его Высочества медаль на станиславской ленте для ношения на груди.
В честь этого жители Тобольской губернии стали собирать средства для увековечивания этого события. Так была создана стипендия имени Его Величества при каком-либо учебном заведении для одного из беднейших крестьян губернии. От Тарского округа на эти средства пожертвовали Шильников А. Ф. 5 рублей, Толстыгин В. Ф. 15 рублей, Ярославцев П. А. 5 рублей.
В 1893 году в результате местной административно-территориальной реформы в Тарском округе увеличивается количество волостей. Количество волостей становится 20 (15 русских и 5 инородческих татарских волостей). Появляется новая Крайчиковская волость. Волостной центр Тавско-Утузской волости переносится из Больше Куларской-Луговой в Кипо-Куларовские юрты. Секменёвская волость была ликвидирована. Логиновская, Карташёская волости были вновь восстановлены.
В 1896 году волостной центр Корсинской волости переносится из села Нижне-Колосовское в деревню Корсина.
На 1898 год в Тарском округе шла известная слава об одном охотнике на медведей — остяке Кирюшке, который убил в одиночку на своём веку 50 медведей, а 51 медведь сам Кирюшку задрал.
2 июня 1898 года Тарский округ преобразован в уезд Высочайше утверждённым Временным Положением № 15503 «О крестьянских начальниках в губерниях Тобольской, Томской, Енисейской и Иркутской».
Государственный Совет, рассмотрев представление, мнением положил: ... II. В губерниях Тобольской, Томской, Енисейской и Иркутской переименовать: округи - в уезды, должностных лиц и учреждения, коим присвоено название окружных - в уездные и Земских Заседателей - в становые приставы.
В этом же году основана Самохваловская волость из 12 населённых пунктов.

### XX век

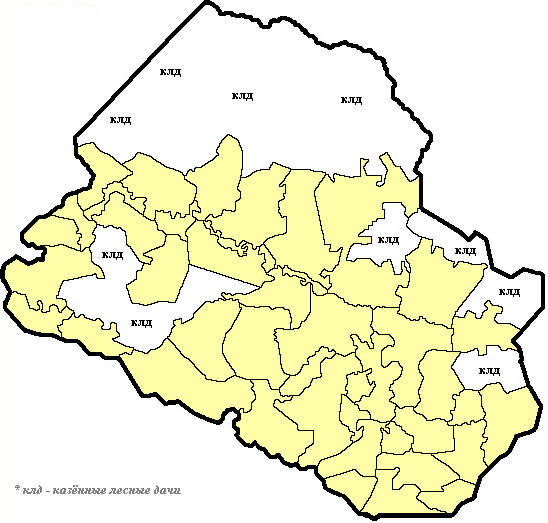
Административное деление Тарского уезда на 1917 год

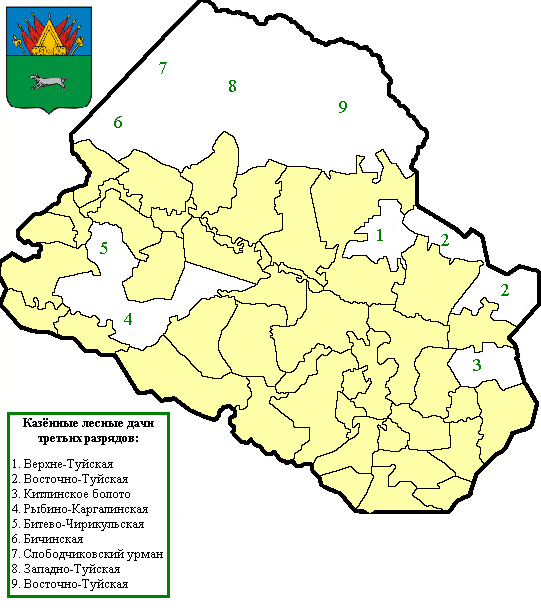
Казённые лесные дачи третьих разрядов

В 1900—1901 годах был крупный неурожай как в уезде, так и по всей Сибири.
19-20 ноября 1902 года проходит Тарское уездное совещание о нуждах сельскохозяйственной промышленности, где были выявлены проблемы сельского хозяйства в уезде (пашни, покосы, пастбища, леса, воды, охота, огородничество, скотоводство, маслоделие, эризотии, лесные промыслы, оброчные статьи для пашни и покоса, прочие обрабатывающие промыслы. Особо была затронута проблема, так называемого «Тарского урмана»).
К 1903 году появляются новые волости: Атирская, Кейзесская, Озёринская.
В 1904 году Кейзесская волость ликвидируется и входит в состав Седельниковской волости.
В уезде насчитывается к этому времени различных каменных зданий 42, деревянных 94901:
- 8 каменных церквей;
- 55 деревянных церквей;
- 11 деревянных часовен;
- 1 деревянная лютеранская кирха;
- 1 каменная мечеть;
- 36 деревянных мечетей;
- 12 каменных домов;
- 43201 деревянный дом;
- 21 нежилой каменный дом;
- 51497 нежилых деревянных домов.

В годы после революции 1905 года Тара была одним из центров политической ссылки в Западной Сибири. В ней тогда насчитывалось более 2000 ссыльных.
В 1905 году восстанавливается Кейзесская волость с выделением части территории Седельниковской волости.
В 1906 году появляется Утьминская волость.
В 1908 году произошла очередная административно-территориальная реформа, в результате которой появилась новая Кондратьевская волость.
В 1909 году появляются новые волости: Егоровская, Нагорно-Ивановская, Ново-Ягодинская — с выделением части территории Аёвской волости.
В 1911 году в уезде был крупнейший за всё время неурожай. С августа продажа хлеба была открыта первоначально из сельскохозяйственных складов Переселенческого Управления на пристанях: Тара, Усть-Ишим, Тевриз, Евгащино, Иванов-Мыс, Такмык, Тунгуслы и в селе Тавдинском, куда хлеб был доставлен по нарядам Тобольского губернатора. В октябре губернским управлением было открыто собственных 13 временных складов в уезде. На прокормление молочного скота уезду Государственным Банком было выдано за 1911—1912 годы 286143 рубля ссуды. К этому времени в уезде насчитывалось 549 товариществ, членов товариществ 6039 человек, насчитывалось 43204 молочные коровы.
В 1911 году в результате реформ происходит существенное изменение территории Тарского уезда. Появляются волости: Могильно-Песельская — образовалась из селений Карташёвской и упразднённой Аялынской волостей, Петропавловская — образуется из селений Тевризской волости, Усть-Ишимская волость — выделяется из селений Слободчиковской волости, Форпостская волость — выделилась из селений Рыбинской волости. Аялынская инородческая волость преобразовывается в Яланкульскую инородческую волость. В состав вошла часть Бухарской волости. Центр волости переносится из юрт Усть-Тарских (Берняжки) в юрты Яланкульские.
В апреле 1912 года в уезде случилось сильное наводнение, затопившее 10 волостей (Аёвская, Новоягодинская, Карташёвская, Викуловская, Саргатская, Усть-Ишимская, Утьминская, Тевризская, Коурдакская, Слободчиковская). Были затоплены озимые и яровые посевы, погибло и унесено водой много скота, разрушены постройки.
В 1912 году инородческая татарская волость Яланкульская преобразовывается в Уленкульскую. Волостной центр переносится из юрт Яланкульских в юрты Уленкульские.
Из Атирской волости переведены посёлки Ермаковка, Ново-Троицкий в Егоровскую волость.
В 1913 году образуется Савиновская волость.

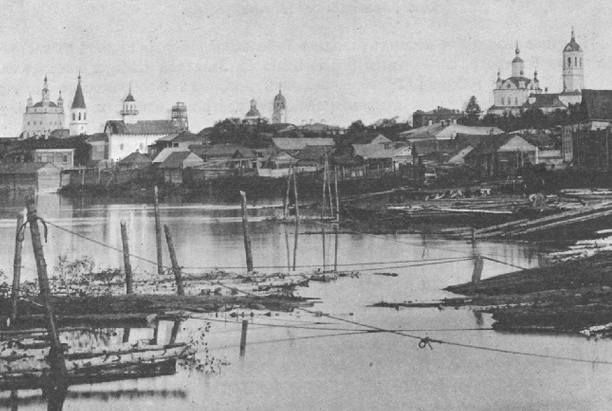
Вид города Тара Тарского уезда. 1914

В 1914 году происходит последняя значительная реформа в области административно-территориального деления Тарского уезда. В связи с большим потоком переселенцев в уезд появляются новые земельные участки, которые в свою очередь способствуют росту волостей. Реформа, преследовала цель уменьшить размеры очень больших волостей для удобства управления. А также скомпоновать разрозненные участки волостей. В результате чего возникает ряд новых волостей: Артынская — выделилась из части территории Такмыкской волости, Больше-Реченская — выделилась из Карташёвской волости, Ермиловская — образовалась из части территории Тевризской волости, Кайлинская — образовалась из частей Слободчиковской и Каргалинской волостей, Копьевская — выделилась из Карташёвской волости, Пустынская — образовалась из части Карташёвской волости, Тавинская — образовалась из части территории Озёринской волости, Финская — образовалась на свободной территории казённых лесных дач.
Окончательно была ликвидирована Карташёвская волость, на территории которой с 1911 года было
создано 4 новые волости. В итоге количество волостей Тарского уезда составляло 41.
В 1914 году от наводнений в Тарском уезде пострадало 22 селения в 6 волостях, было залито 550 дворов, посевов погибло 600 десятин. Ущерб был оценён в 33 000 рублей.
До 1917 года значительных реформ в административно-территориальной области проведено не было, так как все ресурсы шли на внутренние неурядицы в стране и начавшаяся первая мировая война.
1 июня 1917 года в Тарском уезде была создана земская управа, просуществовавшая девять месяцев.
26 июля 1917 года была образована Аялынская волость, однако скоро была снова ликвидирована.
Летом 1917 года образуется Корневская волость с центром в селе Корнево.
18 декабря 1917 года Тарский уезд по административно-территориальной реформе вошёл в состав Акмолинской области.

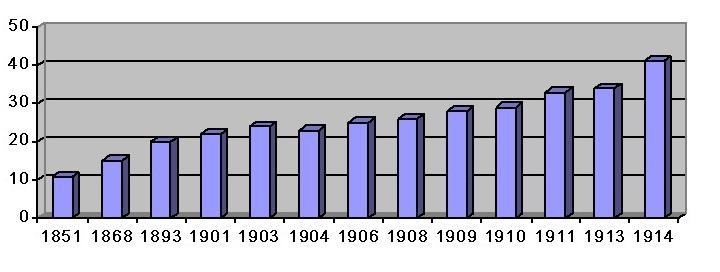
Рост количества волостей Тарского уезда

18 апреля 1918 года из Тарского уезда Акмолинской области в Ишимский уезд Тобольской губернии были переданы Викуловская, Каргалинская, Озёринская волости. Однако после прихода к власти Временного Правительства, статус-кво был восстановлен.
В начале июня 1918 года была восстановлена деятельность Тарской уездной земской управы. Сразу же состоялась чрезвычайная сессия земского собрания. Но за отсутствием газеты в Таре, не было ни каких сведений об этой сессии и вообще о ходе земской работы в Таре.
В 1918 году Тарский уезд передаётся в образованную Омскую область, а затем в образованную Тюменскую губернию. Волостной центр Бергамакской волости переносится из села Муромцево в село Бергамакское. Образуется Муромцевская волость с центром в селе Муромцево путём выделения части территории Бергамакской волости. Образуется Осихинская волость из части Такмыкской волости с центром в селе Осихино.
13 октября 1918 года исполняющий делами Уполномоченного Министерства Снабжения по Акмолинской области Иванов Н., назначил город Тара в Тарском уезде пунктом для обращения по всем вопросам снабжения армии и населения всеми предметами снабжения, кроме продовольствия и фуража. Главным лицом назначен Микас Александр Александрович.
25 ноября 1918 года «Евгащинский Союз Кредитных и Ссудо-сберегательных Товариществ» Тарского уезда, приступает к заготовке овса. С этой целью были открыты приёмные пункты по реке Иртыш: пристанями Тара, Екатерининское и Логиново под заведованием инструктора по заготовке хлебных продуктов П. С. Марченко в Евгащино, Такмык, Большеречье и деревня Тунгуслы под заведованием инструктора М. А. Немчинова.
Уже к концу 1918 года небольшой партизанский отряд под командованием Избышева начал боевые действия разгромом седельниковской белогвардейской милиции и захватом оружия. После этого налёта численность отряда многократно увеличилась.
Постановлением Совета Министров Российского правительства от 20 февраля 1919 года «О перечислении 6 волостей Тюкалинского уезда Тобольской губернии в Омский уезд Акмолинской области и 3 волостей Тарского уезда Тобольской губернии в Ишимский уезд той же губернии» Викуловская, Каргалинская, Озёринская волости вновь были переданы в Ишимский уезд.
С начала 1919 года партизанский отряд Избышева становится боевой единицей Омского большевистского подполья.
1919 год вошёл в историю Тарского уезда как период активных партизанских действий «Красного» отряда под руководством Артёма Ивановича Избышева. Слава о партизанах шла по всей Сибири.
В Тарском уезде был известен также отряд под руководством священника Багинского В. И. В селе Евгашино Багинский с помощью псаломщика Капустянского организовал дружину самообороны. Она оперировала в районе деревень Юзовка, Путиновка, Карбыза, Атирка, в Логиновской, Корсинской, Такмыкской, Больше-Реченской волостях Тарского уезда, а также Кыштовской волости Каинского уезда Томской губернии. За свою самоотверженную борьбу с большевиками Багинский был награждён Церковью по представлению адмирала Колчака наперсным крестом. В ответ Багинский послал Колчаку благодарственную телеграмму и перевёл адмиралу 200 000 рублей из кассы тарского «Союзбанка», которым он уже к этому времени управлял.
7 марта 1919 года была вновь восстановлена Аялынская волость с центром в юртах Усть-Тарских (Берняжка). Образованы новые волости: Бакшеевская волость с центром в селе Бакшеевском выделилась из Тевризской волости, Вятская волость с центром в посёлке Вятском выделилась из Утьминской волости, Евгащинская волость с центром в селе Евгащино выделилась из Логиновской и Такмыкской волостей, Екатерининская волость с центром в селе Екатерининское выделилась из Седельниковской и Логиновской волостей, Кольцовская волость с центром в посёлке Кольцовском выделилась из Мало-Красноярской волости, Ложниковская волость с центром в селе Ложниково выделилась из Бутаковской волости, Мартыновская волость с центром в селе Мартыново выделилась из Самохваловской и Мало-Красноярской волостей.
7 марта 1919 года вышло Постановление Совета Министров «О сохранении и ликвидации отдельных самовольно выделившихся волостей Тарского уезда в послереволюционный период». Образуется Чудеснинская волость с центром в посёлке Чудеснинском путём выделения из Вятской волости.
Летом 1919 года в Тарский уезд с рабочим визитом на пароходе прибыл адмирал Колчак с чиновниками, а также Гинс Г. К., который выразил свои впечатления о визите:
На другой день утром мы были в Таре. Маленький городок на левом берегу Иртыша обращал на себя внимание множеством колоколен и белыми стенами больших домов. В его внешности сказался дух седой старины. Тобольск и Тара — древнейшие поселения русских в Сибири. Стояли мы в Таре недолго — задержались лишь для того, чтобы принять телеграммы из Омска. …Татары все сплошь были настроены против большевиков. Была трогательная картина, когда в одной деревне депутация татар поднесла Колчаку гусей — лучшее, что она могла дать. В Тарском уезде происходили большие восстания. Как всегда, начинали их новосёлы, но по мере развития восстания к нему присоединялись и другие. Виной этого был характер подавления восстания. В уезде работали большевики, несомненно, под руководством и на средства тайных j организаций в Омске, Таре и других городах.
В Тарском уезде, пользуясь неосведомлённостью населения, подкупая учителей и старост, пользуясь услугами кооператоров и нанимая своих агитаторов, большевики мутили народ. И вот в это тёмное царство являлась карательная экспедиция. Крестьян секли, обирали, оскорбляли их гражданское достоинство, разоряли. Среди ста наказанных и обиженных, быть может, попадался один виновный. Но после проезда экспедиции врагами Омского Правительства становились все поголовно.
В Тарском уезде усмиряли поляки. По удостоверению уездных властей, они грабили бессовестно. Когда после поляков пришёл отряд под командой русского полковника Франка, который не допускал никаких насилий, крестьяне не верили, что это полковник колчаковских войск.
… Корреспондент из Тарского уезда пишет: «Деревни волости относятся к большевистской власти с недоверием и презрением». «Взгляды на большевиков суровые», — отмечает корреспондент-крестьянин.

В июне 1919 года командиры Белой Армии всполошились после того, как партизаны Избышева обстреляли пароходы, курсировавшие по Иртышу. Управляющий Тарским уездом доложил в Омск: 
Положение в селе Седельниковском всё более и более ухудшается. Первоначально маленькая шайка Избышева превратилась в довольно внушительную… Распускаются слухи, что в Седельниковской волости оперирует банда в 3000 человек, которая скоро займёт Тару и двинется на Омск

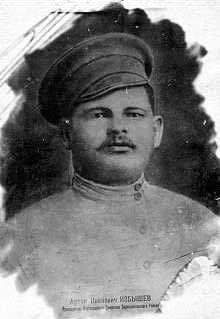
Избышев Артём Иванович

1 июля 1919 года вышло постановление о переименовании Акмолинской области в Омскую и присоединении к ней Татарского уезда Томской губернии и Тарского, Тюкалинского, Калачинского уездов Тобольской губернии.
3 июля 1919 года, в некоторых северных и северо-восточных уездах вспыхнуло Урманское крестьянское (антиколчаковское) восстание, а также партизанских отрядов в Тарском уезде во главе с Избышевым. В центральном отряде тарских партизан числилось 218 человек.
В июле 1919 года выступившие одновременно с кыштовцами повстанцы Мало-Красноярской и Муромцевской волостей изгнали белую милицию, разогнали земские управления и приступили к формированию Первой армии красных повстанцев урманской полосы, во главе которой стал Александр Кузьмич Винокуров. В Седельниковской волости отряд повстанцев возглавил А. И. Избышев.
Район восстания расширялся. В ночь с 14 на 15 июля партизаны с помощью отряда Павла Кондратьевича Никитина, продвигавшегося со стороны Кейзесса, выбили белых из Седельниково. Командующим Тарским фронтом избрали А. И. Избышева. Таким образом, к середине июля 1919 года восстание, известное под названием «Урманского», охватило значительный район. В нём участвовало население Кыштовской, Черновской, Верх-Тарской, Кулябинской, Ичинской, Биазинской, Шипицкой, Куликовской, Меньшиковской, Воробьёвской, Спасской, Ключевской, Вознесенской, Мало-Красноярской, Седельниковской и других — всего 56 волостей Каинского и Татарского уездов Томской губернии и Тарского уезда Тобольской губернии, которые объявили себя Партизанским краем. Там создавались военно-революционные штабы и ревкомы, сформированы пять повстанческих армий, насчитывающих около 20 тысяч бойцов.
К концу июля колчаковское командование сосредоточило против партизан значительные силы. Против армий повстанцев наступал егерский полк полковника Окунёва Г. И. из трёх батальонов в тысячу штыков с 30 пулемётами, 6 орудиями. Против партизан были брошены отряды на следующие направления: город Тару, Муромцево — Мало-Красноярку — Кыштовку, Седельниково — Кыштовку. Всего Колчак бросил против партизан Урмана более 3500 солдат, 22 орудия, 62 пулемёта. А по Иртышу против партизан Тарского фронта двинулись бронированные пароходы с десантом моряков капитана Фомина.
В мятежную Седельниковскую волость был отправлен отряд полковника Франка, усиленный поляками чешского полковника Кадлеца и флотилией под командованием капитана I ранга Фомина. Решающий бой произошёл 27 июля 1919 года у Унарского моста через реку Уй. Избышев ещё 26 июля отправился в Седельниково, чтобы организовать оттуда помощь унарцам, но задержался в пути и прибыл в село, когда его уже заняли белые. Попавшего в засаду командира тарских партизан расстреляли, по другим сведениям он застрелился.

Полковник Франк донёс Верховному Правителю адмиралу Колчаку: 
Ни в одном из порученных мне районов нет больше вооружённых шаек, все они разбиты и разоружены. Главный руководитель восстания Тарского уезда Артемий Избушев (Избышев), а также его главные помощники: два брата Дубко, Коклёмин и приехавший из Советской России агитатор Маргевич — частью казнены, частью убиты в сражениях". … польский отряд полковника Кадлеца ограбил несколько селений начисто, включительно до белья и одежды
В конце лета 1919 года полки Красной Армии вели бои на территории Тарского уезда. После занятия Усть-Ишима и Утьмы части 51-й дивизии 5-й армии, которой командовал В. К. Блюхер, двигались вдоль Иртыша на юг, занимая населённые пункты.
После Октябрьской революции в уезде обострилась классовая борьба в уездных деревнях.
15 октября 1919 года вышел указ Совета Министров № 503 «О выдаче 700000 рублей ссуды Тарскому Городскому Общественному Управлению».
Председатель Совета Министров Вологодский, постановил: Выдать Тарскому Городскому Общественному Управлению ссуду в размере семисот тысяч рублей на заготовку хлеба для населения города Тара из всех кредитов годовых, с погашением её равными частями 30 января и 30 марта 1920 года и с начислением установленного высокого процента за просрочку
3 января 1920 (27 августа 1919) года Тарский уезд Тюменской губернии был передан в Омскую губернию.
В 1921 году началось крупнейшее антибольшевистское Западно-Сибирское крестьянское восстание, которое затронуло Тарский уезд. Социальный состав повстанческого движения был разнообразным: в основном середняки, зажиточные крестьяне, часть бедноты, бывшие военные специалисты, перебежавшие или сдавшиеся в плен красноармейцы, а также уголовники. Отмечались и случаи участия в рядах мятежников представителей милиции (например, на стороне повстанцев оказались милиционеры Озёринской волости — Голованов и Викуловской волости — Григорьев). Одним из руководителей восстания был и уроженец Тарского уезда, служащий Викуловского лесничества, заместитель начальника штаба Северного фронта повстанцев Ишимского уезда — Бураков.
В 1921 году образована Больше-Тавинская волость с центром в селе Больше Тавинском.
6 февраля 1921 года в разговоре по прямому проводу омского губвоенкома и представителя советского руководства Тарского уезда сообщалось:

… 4 февраля в 21 час была получена телеграмма из Тевриза от начмилиции 9-го района Загуляева и военкома Иванова, в котором говорилось, что Усть-Ишим занят бандой в количестве 100 человек, банда вооружена простым оружием, Тевриз объявлен на военном положении…

5 февраля в 3 часа банда отступила из Утьмы в сторону Усть-Ишима. Банда состояла из 150 человек, преимущественно из татар, часть русских из волостей Саргатской, Тавско-Утузской, Утьминской, Усть-Ишимской. По имеющимся дополнительным данным, также восстали волости Слободчиковская, Кайлинская, Больше-Тавинская…
10 февраля 1921 года в 2 часа 35 минут было сделано донесение командования боевого отряда политбюро Тарского уезда уездному военкому Ю. Г. Циркунову, в котором сообщалось:
Утьма нами занята с боем 9 февраля в 8 часов вечера. Потери со стороны противника — 25 человек; есть масса раненых, количество которых не выяснено. Военная добыча: 2 трёхлинейные винтовки, 15 охотничьих ружей, берданочных патронов 100 штук, винтовочных около 300 штук… Противник отступил по направлению Усть-Ишима. При разведке 10 февраля были взяты в плен 3 повстанца. Руководители банд — кулаки Парыгин Александр и Смолин… Наши потери при взятии Утьмы 2 раненых, убитых нет. Под конной разведкой убито 4 лошади и 1 ранена…
11 февраля 1921 года было сделано донесение заведующего политбюро Тарского уезда И. Н. Злоказова в омскую губчека, в котором сообщалось:
Положение на фронте улучшилось. Банды разбежались, 8 человек из их штаба захвачены, связь с Викулово почтой имеем. Усть-Ишим очищен от банд. Сообщение с Усть-Ишимом не имеем…
12 февраля 1921 года из оперативной сводки политбюро Тарского уезда в городе Тара сообщалось:
Настроение в городе в связи с восстанием в Усть-Ишимском районе возбуждённое. В городе вечерами замечаются группы неизвестных, меры принимаются… По городу ходят слухи, что в Омской, Тюменской, Иркутской губерниях крестьянские восстания… Лозунг повстанцев: «Долой коммунистов, да здравствует советская власть». Сегодня нами занят Усть-Ишим в 12 часов ночи, который был оставлен повстанцами ввиду отхода разведки к Тобольскому отряду… В Усть-Ишимском районе противник отходит из Слободчиково, преследуемый нашими частями.
После этих событий были основаны части особого назначения (ЧОН) для борьбы с контрреволюционными выступлениями и бандитизмом в городе Таре и Тарском уезде.
Летом 1921 года в результате засухи в стране погибла пятая часть посевов. Голод охватил 30 губерний, в том числе и Тарский уезд.
8 марта 1922 года начальник информотдела ГПУ Ашмарин и начальник госинформотделения Рабинович сообщали о положении дел в Омской губернии и Тарском уезде. Сообщалось, что отношение кулаков к Советской власти было враждебное. В связи с финналоговыми кампаниями ведётся антисоветская агитация, что имело место на беспартконференциях и при выборах крестьянских комитетов. Были даже случаи срыва кулаками беспартконференций. В некоторых местах под влиянием кулаков выносятся постановления о том, чтобы комитеты взаимопомощи не организовывать. На беспартконференции в Осихинской волости Тарского уезда за организацию комитета взаимопомощи голосовали только 3 человека. Настроение крестьянской бедноты и середняков вследствие тяжёлого материального положения неудовлетворительно.
17 ноября 1922 года о положении дел в Сибири заместитель начальника Омгуботдела ГПУ Новицкий докладывал в Москву:
Подавленное настроение крестьянства наблюдается в уездах неурожайных, Тюкалинском и Тарском. Означенные уезды, хотя уже и выполнили налог в размере 100 %, но население, особенно беднота, в предстоящую зиму обречена на голодовку. Причина к этому та, что хлеба, как в [уез]дах неплодородных вообще слишком мало и то только у зажиточных. Почему за неимением хлеба налог приходилось платить мясом, салом, маслом, то есть почти во всех случаях истреблять скот или же продавать таковой на хлеб. С истреблением и распродажей скота крестьяне лишились единственной возможности протянуть зиму за отсутствием хлеба за счёт скота и продуктов, от него получаемых… Собравшиеся крестьяне окружаются кавалерией и подаётся команда обнажить шашки и приготовить к стрельбе пулемёт. После этих приготовлений перепуганных крестьян спрашивают — будут ли они платить продналог.
4 января 1922 года в уезде в сельсоветы избрано 19 коммунистов и 170 беспартийных, в волисполкомы — 29 коммунистов и 115 беспартийных.
В 1923 году была ликвидирована Корневская волость, территория вошла в состав Логиновской волости.
19 апреля 1924 года в Сибири получила широкое распространение идея создания самостоятельной крестьянской кооперации. Эсерствующие элементы повели кампанию за подрыв доверия к органам кооперации, организацию внекооперативного союза для скупки молочных продуктов, в результате этого уменьшилось поступление молочных продуктов, и в Тарском районе 52 артели порвали связь с райсоюзами.
В июне 1924 года в южной части Тарского уезда были отмечены случаи смерти от голода.
К 1924 году на момент укрупнения волостей в Тарском уезде насчитывалось 50 волостей.
Постановлением Сибревкома от 24 сентября 1924 года в ходе укрупнения волостей осталось 10 волостей:
- Большереченская волость — укрупнённая волость образована из Больше-Реченской, Осихинской, Могильно-Посельской, Артынской, Такмыкской (кроме 6 населённых пунктов отошедших в Евгащинскую волость) волостей, 1 населённого пункта Бухарской волости, а также частей Копьёвской, Пустынской волостей и 2 населённых пунктов Серебрянской волости Калачинского уезда, Карасукской волости (без 2 населённых пунктов) Тюкалинского уезда;
- Евгащинская волость — укрупнённая волость образована из Евгащинской, Логиновской (без 2 населённых пунктов), Уленкульской волостей, а также частей Аялынской, Корсинской, Такмыкской волостей;
- Екатерининская волость — укрупнённая волость образована из Екатерининской, Егоровской, Нагорно-Ивановской волостей, а также 2 населённых пунктов Атирской волости и части Бухарской волости;
- Знаменская волость — укрупнённая волость образована из Бутаковской, Аёвской (без 9 населённых пунктов отошедших в Рыбинскую волость), Ново-Ягодинской, Атирской (без 2 населённых пунктов) волостей, а также частей Ложниковской, Финской, Коурдакской, Бакшеевской, Бухарской волостей. Бутаковская волость переименована в Знаменскую с переносом волостного центра из села Бутаково в село Знаменское;
- Корсинская волость — укрупнённая волость образована из Корсинской (без 4 населённых пунктов), Крайчиковской волостей, а также из частей Ложниковской, Бухарской, Логиновской волостей и части Кутырлинской волости Тюкалинского уезда. Волостной центр Корсинской волости переносится из села Корсино в село Нижне-Колосовское;
- Мало-Красноярская волость — укрупнённая волость образована из Мало-Красноярской, Кольцовской волостей, а также 2 населённых пунктов Аялынской волости. Волость была передана в Татарский уезд Омской губернии;
- Муромцевская волость — укрупнённая волость образована из Муромцевской, Бергамакской, Кондратьевской, Самохваловской волостей, а также 1 населённого пункта Аялынской волости;
- Рыбинская волость — укрупнённая волость образована из Рыбинской, Савиновской, Форпостской волостей, а также части Аёвской волости;
- Седельниковская волость — укрупнённая волость образована из Седельниковской, Кейзесской волостей, а также 1 населённого пункта Бухарской волости;
- Тевризская волость — укрупнённая волость образована из Тевризской, Утьминской (без 1 населённого пункта), Чудеснинской, Петропавловской, Ермиловской, Тавско-Утузской, Вятской, Бакшеевской (без 3 населённых пунктов) волостей, а также части Коурдакской волости;
- Усть-Ишимская волость — укрупнённая волость образована из Усть-Ишимской, Слободчиковской, Больше-Тавинской, Тавинская, Кайлинской, Саргатской волостей, а также 1 населённого пункта Утьминской волости;

Мартыновская волость, а также часть Копьёвской волости переданы в Еланскую волость Татарского уезда Омской губернии. Часть Пустынской волости передана в Иконникувскую волость Калачинского уезда.
В 1924 году образован Тарский экономический район в границах уезда.
16 октября 1924 года образованы сельские советы. Утверждено Положение о сельских советах.
К январю 1925 года в Евгащинском районе Тарского уезда батраки получали весьма незначительную зарплату, а подённые при 12-16 часовом рабочем дне только 25-30 копеек. Так как между батраками и нанимателями договоров не существовало, батраки эксплуатировались вовсю. А в ходе злоупотребления и растраты председатель Евгащинского РИКа на ремонт своей квартиры истратил 200 рублей казённых денег.
25 мая 1925 года Постановлением ВЦИК Тарский уезд был преобразован в Тарский округ в составе Сибирского края, а волости в районы.

### Современный период
В 1933 году в городе Таре был образован филиал ГУ Исторического Архива, как Тарский окружной архив, преобразованный в 1944 году в филиал областного архива. Здесь хранятся документы учреждений и организаций Тарского уезда и округа, а также документы семи северных районов области: Большеуковского, Знаменского, Колосовского, Седельниковского, Тарского, Тевризского, Усть-Ишимского. Наиболее ранним (с 1822 года) является фонд Тарской поземельно-устроительной партии. Интерес для исследователей представляют фонды: «Заведующий водворением переселенцев в Тарский район», «Тарская мужская гимназия», коллекции документов участников Великой Отечественной войны, Почётных граждан города Тары, а также личные фонды архивиста и краеведа Л. В. Перевалова, историка Жирова А. А., краеведа Юрьева А. И. и др.
У посёлка Усть-Шиш Знаменского района Омской области в устье реки Шиш установлен памятный знак, отмечающий самый южный пункт на Иртыше, куда доходил отряд атамана Ермака.
В 1999 году отмечался знаменательный юбилей: 400 лет начала хлебопашества в Сибири. В 1599 году вблизи города Тары было распахано первое пашенное поле, появились «десятинные» пашенные крестьяне. В ознаменование этого факта на первом пашенном поле был возведён памятный знак — кирпичная стела, поверху которой размещён древний земельный герб Сибири, а внизу — геральдическая композиция с изображением сохи и соответствующими текстами.
7 апреля 2003 года в городской библиотеки города Тара была основана общественная организация Историко-краеведческий центр «Тарский уезд». Основная цель создания этого объединения — сохранение историко-культурного наследия Тарского Прииртышья, тарской старины. А одним из направлений её деятельности стало содействие книгоизданию и популяризация краеведческой литературы.
Сегодня на территории бывшего Тарского уезда располагаются: районы Омской области (Тарский, Усть-Ишимский, Тевризский, Большеуковский, Знаменский, Большереченский, Муромцевский, Седельниковский, Колосовский, а также части Нижнеомского, Горьковского), часть территории Тюменской области (части Уватского, Викуловского, Вагайского районов), часть Новосибирской области (части Кыштовского, Усть-Таркского районов).

## Административно-территориальное деление
| № п/п | название волости            | национальность волости | волостной центр          | время образования |
| ----- | --------------------------- | ---------------------- | ------------------------ | ----------------- |
| 1     | Аёвская волость             | русская                | село Завьялово           | 1782              |
| 2     | Атирская волость            | русская                | село Атирское            | 1903              |
| 3     | Артынская волость           | русская                | село Артынское           | 1914              |
| 4     | Бергамакская волость        | русская                | село Муромцево           | 1782              |
| 5     | Больше-Реченская волость    | русская                | село Большереченское     | 1914              |
| 6     | Бутаковская волость         | русская                | село Бутаковское         | 1782              |
| 7     | Бухарская волость           | бухарская              | город Тара               | XVIII век         |
| 8     | Викуловская волость         | русская                | село Викуловское         | 1782              |
| 9     | Егоровская волость          | русская                | посёлок Егоровский       | 1909              |
| 10    | Ермиловская волость         | русская                | посёлок Ермиловский      | 1914              |
| 11    | Кайлинская волость          | русская                | село Кайлинское          | 1914              |
| 12    | Каргалинская волость        | русская                | село Каргалинское        | 1782              |
| 13    | Кейзесская волость          | русская                | село Кейзесс             | 1903              |
| 14    | Кондратьевская волость      | русская                | село Кондратьевское      | 1908              |
| 15    | Копьёвская волость          | русская                | село Копьёвское          | 1914              |
| 16    | Корсинская волость          | русская                | село Корсинское          | 1782              |
| 17    | Коурдакская волость         | татарская              | юрты Тайчинские          | XVI век           |
| 18    | Крайчиковская волость       | русская                | село Крайчиковское       | 1893              |
| 19    | Логиновская волость         | русская                | село Логиновское         | 1782              |
| 20    | Мало-Красноярская волость   | русская                | село Мало-Красноярское   | 1869              |
| 21    | Могильно-Посельская волость | русская                | село Могильно-Посельское | 1911              |
| 22    | Нагорно-Ивановская волость  | русская                | село Нагорное            | 1909              |
| 23    | Ново-Ягодинская волость     | русская                | село Ново-Ягодинское     | 1909              |
| 24    | Озёринская волость          | русская                | село Озёринское          | 1903              |
| 25    | Петропавловская волость     | русская                | село Петропавловское     | 1911              |
| 26    | Пустынская волость          | русская                | село Пустынское          | 1914              |
| 27    | Рыбинская волость           | русская                | село Рыбино              | 1782              |
| 28    | Савиновская волость         | русская                | посёлок Савиновский      | 1913              |
| 29    | Самохваловская волость      | русская                | село Самохвалово         | 1898              |
| 30    | Саргатская волость          | татарская              | юрты Усть-Ишимские       | XVII век          |
| 31    | Слободчиковская волость     | русская                | село Слободчиковское     | 1782              |
| 32    | Седельниковская волость     | русская                | село Седельниковское     | 1883              |
| 33    | Тавинская волость           | русская                | село Усть-Тавинское      | 1914              |
| 34    | Тавско-Утузская волость     | татарская              | юрты Кипо-Куларовские    | XVII век          |
| 35    | Такмыкская волость          | русская                | село Такмыкское          | 1782              |
| 36    | Тевризская волость          | русская                | село Тевризское          | 1881              |
| 37    | Уленкульская волость        | татарская              | юрты Уленкульские        | 1912              |
| 38    | Усть-Ишимская волость       | русская                | село Усть-Ишимское       | 1911              |
| 39    | Утьминская волость          | русская                | село Утьминское          | 1906              |
| 40    | Финская волость             | русская                | село Финское             | 1914              |
| 41    | Форпостская волость         | русская                | село Форпост             | 1911              |

| № п/п | название волости            | национальность волости | волостной центр          | время образования |
| ----- | --------------------------- | ---------------------- | ------------------------ | ----------------- |
| 1     | Аёвская волость             | русская                | село Завьялово           | 1782              |
| 2     | Атирская волость            | русская                | село Атирское            | 1901              |
| 3     | Артынская волость           | русская                | село Артынское           | 1914              |
| 4     | Аялынская волость           | татарская              | юрты Усть-Тарские        | 1919              |
| 5     | Бакшеевская волость         | русская                | село Бакшеевское         | 1919              |
| 6     | Бергамакская волость        | русская                | село Бергамакское        | 1782              |
| 7     | Больше-Реченская волость    | русская                | село Большереченское     | 1914              |
| 8     | Больше-Тавинская волость    | русская                | село Больше-Тавинское    | 1921              |
| 9     | Бутаковская волость         | русская                | село Бутаковское         | 1782              |
| 10    | Бухарская волость           | бухарская              | город Тара               | XVIII век         |
| 11    | Вятская волость             | русская                | посёлок Вятский          | 1919              |
| 12    | Евгащинская волость         | русская                | село Евгащинское         | 1919              |
| 13    | Егоровская волость          | русская                | посёлок Егоровский       | 1909              |
| 14    | Екатерининская волость      | русская                | село Екатерининское      | 1919              |
| 15    | Ермиловская волость         | русская                | посёлок Ермиловский      | 1914              |
| 16    | Кайлинская волость          | русская                | село Кайлинское          | 1914              |
| 17    | Кольцовская волость         | русская                | посёлок Кольцовский      | 1919              |
| 18    | Кейзесская волость          | русская                | село Кейзесс             | 1903              |
| 19    | Кондратьевская волость      | русская                | село Кондратьевское      | 1908              |
| 20    | Копьёвская волость          | русская                | село Копьёвское          | 1914              |
| 21    | Корсинская волость          | русская                | село Корсинское          | 1782              |
| 22    | Коурдакская волость         | татарская              | юрты Тайчинские          | XVI век           |
| 23    | Крайчиковская волость       | русская                | село Крайчиковское       | 1893              |
| 24    | Логиновская волость         | русская                | село Логиновское         | 1782              |
| 25    | Ложниковская волость        | русская                | село Ложниковское        | 1919              |
| 26    | Мало-Красноярская волость   | русская                | село Мало-Красноярское   | 1868              |
| 27    | Мартыновская волость        | русская                | село Мартыновское        | 1919              |
| 28    | Могильно-Посельская волость | русская                | село Могильно-Посельское | 1911              |
| 29    | Муромцевская волость        | русская                | село Муромцево           | 1918              |
| 30    | Нагорно-Ивановская волость  | русская                | село Нагорное            | 1909              |
| 31    | Ново-Ягодинская волость     | русская                | село Ново-Ягодинское     | 1909              |
| 32    | Осихинская волость          | русская                | село Осихинское          | 1918              |
| 33    | Петропавловская волость     | русская                | село Петропавловское     | 1911              |
| 34    | Пустынская волость          | русская                | село Пустынское          | 1914              |
| 35    | Рыбинская волость           | русская                | село Рыбино              | 1782              |
| 36    | Савиновская волость         | русская                | посёлок Савиновский      | 1913              |
| 37    | Самохваловская волость      | русская                | село Самохвалово         | 1898              |
| 38    | Саргатская волость          | татарская              | юрты Усть-Ишимские       | XVII век          |
| 39    | Слободчиковская волость     | русская                | село Слободчиковское     | 1782              |
| 40    | Седельниковская волость     | русская                | село Седельниковское     | 1883              |
| 41    | Тавинская волость           | русская                | село Усть-Тавинское      | 1914              |
| 42    | Тавско-Утузская волость     | татарская              | юрты Кипо-Куларовские    | XVII век          |
| 43    | Такмыкская волость          | русская                | село Такмыкское          | 1782              |
| 44    | Тевризская волость          | русская                | село Тевризское          | 1881              |
| 45    | Уленкульская волость        | татарская              | юрты Уленкульские        | 1912              |
| 46    | Усть-Ишимская волость       | русская                | село Усть-Ишимское       | 1911              |
| 47    | Утьминская волость          | русская                | село Утьминское          | 1906              |
| 48    | Финская волость             | русская                | село Финское             | 1914              |
| 49    | Форпостская волость         | русская                | село Форпост             | 1911              |
| 50    | Чудеснинская волость        | русская                | посёлок Чудесный         | 1919              |

| № п/п | название волости         | национальность волости | волостной центр        | время образования |
| ----- | ------------------------ | ---------------------- | ---------------------- | ----------------- |
| 1     | Больше-Реченская волость | русская                | село Большереченское   | 1914              |
| 2     | Евгащинская волость      | русская                | село Евгащинское       | 1919              |
| 3     | Екатерининская волость   | русская                | село Екатерининское    | 1919              |
| 4     | Знаменская волость       | русская                | село Знаменское        | 1782              |
| 5     | Корсинская волость       | русская                | село Нижне-Колосовское | 1782              |
| 6     | Муромцевская волость     | русская                | село Муромцево         | 1918              |
| 7     | Рыбинская волость        | русская                | село Рыбино            | 1782              |
| 8     | Седельниковская волость  | русская                | село Седельниковское   | 1883              |
| 9     | Тевризская волость       | русская                | село Тевризское        | 1881              |
| 10    | Усть-Ишимская волость    | русская                | село Усть-Ишимское     | 1911              |

## Промышленность и торговля
На 1889 год в округе насчитывался 121 завод (3 винокуренных, 33 кожевенных, 15 маслобойных, 3 свечных, 3 мыловаренных, 4 кирпичных, 2 канатных, 1 гончарный, 1 пивоваренный, 46 мукомольных). Общая производительность составляла 221157 рублей. Было занято на производстве 426 рабочих.
На 1891 год в Тарском округе насчитывалось 28 различных ярмарок и торжков, однако в основе своей обороты их ничтожны, за исключением Покровского торжка в слободе Викуловской с оборотом 80000 рублей. Имелось 192 фабрики и заводов с суммой производительности 113566 рублей:
- 106 мукомольных заводов с производительностью 13456 рублей;
- 44 маслобойных заводов с производительностью 1224 рубля;
- 30 кожевенных заводов с производительностью 16723 рубля;
- 2 винокуренных завода с производительностью 77318 рублей.

На 1896 год насчитывалось 33 ярмарки и торжков.
«Купеческими» были крупные сёла Тарского уезда: Артынское, Евгащинское, Муромцевское, Низовское, Рыбинское, Такмыкское.
На 1899 год в уезде оборот от деятельности фабрик и заводов достигал 323792 рубля, в городе Тара 126750 рублей.
На 1900 год в уезде насчитывалась 101 ярмарка и торжок, в городе Тара 4.
В начале XX века в Тарском уезде отличались активностью предприниматели, подданные иностранных государств. Особую роль играли датские подданные, продававшие в Западную Европу сельскохозяйственную продукцию. Так датский предприниматель Эйнер Кипп занимался производством жатвенных машин «Вуд», молотилок, веялок, борон, соломорезок, сепараторов «Альфа-Лаваль», оборудованием маслодельных заводов, запасными частями к машинам «Диринг», «Осборн», «Вуд», «Чемпион», «Плано», «Мак-Кормик» и прочим.
На 1905 год в уезде действовало 685 различных заводов и фабрик:
| количество | фабрики и заводы     | производительность |
| ---------- | -------------------- | ------------------ |
| 345        | мукомольных          | 41780 рублей       |
| 132        | маслодельных         | 933296 рублей      |
| 75         | маслобойных          | 8757 рублей        |
| 46         | кожевенных           | 104707 рублей      |
| 32         | кирпичных            | 301859 рублей      |
| 19         | овчинных             | 5405 рублей        |
| 12         | дегтярных            | 2260 рублей        |
| 7          | гончарных            | 865 рублей         |
| 5          | салотопенных         | 16782 рублей       |
| 3          | пряничных            | 2500 рублей        |
| 2          | мыловаренных         | 9389 рублей        |
| 2          | винокуренных         | 298000 рублей      |
| 1          | свече-сальный        | 742 рублей         |
| 1          | картофельно-каточный | 3900 рублей        |

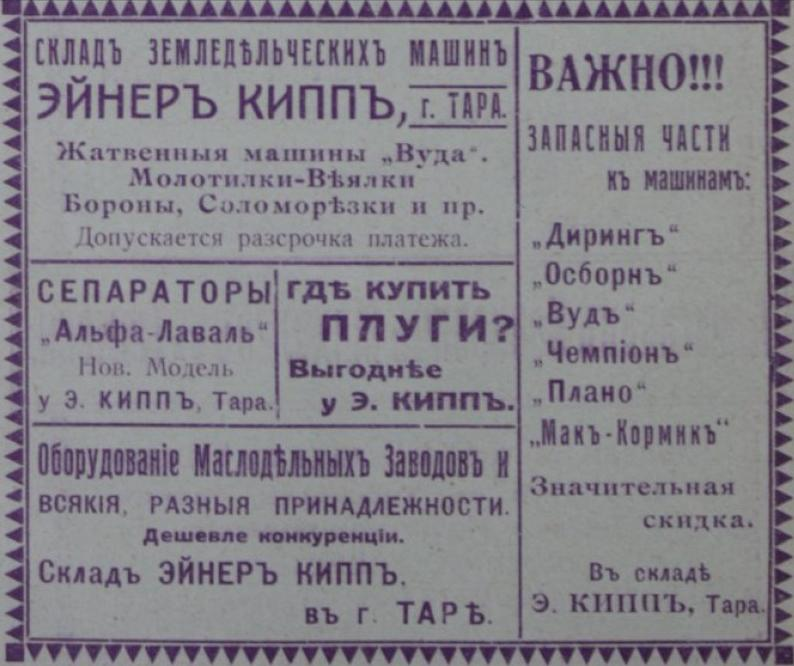
Рекламный проспект датского предпринимателя торговавшего в Тарском уезде. 1914 год.

В уезде имелось 130 частных и кооперативных маслозаводов (без учёта города), с общим количеством переработанного молока 1549158 пудов. Число сепараторов составляло частных и кооперативных 169.
21 июня 1909 года в селе Евгащинском Тарского уезда, как центре маслодельной промышленности и значительного развития скотоводства по реке Иртыш, прошла II однодневная выставка местного молочного скота. Департамент Земледелия выделил на устройство выставки 500 рублей. В выставки принимали участие населённые пункты Логиновской волости: село Евгащинское, деревни Мешкова, Красный Яр, Михайловка, Новгородцева, Коршунова, Егатова, Неупокоева, Терехова, Шуева, выселки Петербургский, Черниговский. Такмыкской волости: село Такмыкское, деревни Решетникова, Ямина, Байгачи, Ботвина, Илья-Карга.
На 1909 год в уезде насчитывалось 2 трактира, 71 винная лавка, 7 чайных лавок, 563 торговых лавок, 74 фабрики и заводов, 48 ярмарок и торжков.
На 1912 год в уезде насчитывалось 30 ярмарок и 4 торжка, обороты которых достигали 605400 рублей. Имелось 688 заводов и фабрик с оборотом 569659 рублей, на которых работало 1088 рабочих.

## Дорожная сеть и тракт
В 1722 году для обеспечения дороги от Тары до Томска, были устроены укрепления: Татарское, Каинское, Убинское.
К 1829 году из Тобольска до завода Екатерининского общее расстояние составляло 587 вёрст. На протяжении этого пути располагались станции: Голопутово № 15, Викулова, Коточикова, Ачимова, Аёвский наволок, Верхоаёвская, Становка, Рыбина, Фирстова, Чаунина, Завьялова, Знаменское, Бутаково, Тара, завод Екатерининский. На каждой станции полагалось содержать по 4 лошади.
Из Тобольска до Тары расстояние 575 вёрст.
Расстояние от Тары до Омска 268,5 вёрст. Станции на пути: Секменёва (2 лошади), Мешкова (2), Татмыцкое (4) (лошади содержались за счёт сельского общества), Большерецкая (2), Могильная (2), Черноозёрная (2), Старая Саргатка (2), Верхня Бетея (2), Кулачинская (12), Омск.
От Тары до Тюкалинска расстояние составляло 337 вёрст. Станции: Балашёва, Корсина, Колосовская, Строкина, Таскатлинская, Кутурлинская, Солдатская, Кумырская, Колкуйская, Усть-Лагатская, Карасукская, Горская, Ничкова, Орлова, Тюкалинск.
К 1854 году через Тару проходила только военно-этапная дорога Тобольск-Томск, поэтому большого движения населения не было.

## Образование и просвещение
С 1893 года деятельность чиновников в содействии к открытию сельских бесплатных библиотек-читален выразился в росте в округе за 5 лет: 1893 — 0, 1894 — 2, 1895—1897 — 5.
К 1 июля 1896 года состояло на обучении 476 человек (373 м — 103 д). Всего в среднем на одну школу приходилось 40 учащихся.
В 1897 учебном году курс окончило 74 человека.
На все школы округа было выделено 6539 рублей 43 копейки. Всего насчитывалась 21 школа. За 1897/1898 учебный год в школах обучалось 845 человек. Каждому учащемуся требовалось для обучения 7 рублей 61 копейка. В 1897 году один курс окончило 74 человека.
В 1898 году в среднем приходилась одна школа на 18 селений. Насчитывалось детей школьного возраста 19152 человека. Округ занимал одно из последних мест в губернии по количеству школ к населению (8 место из 10).

## Религия
18 апреля 1697 года вышел указ «о воспрещении строить монастыри по Енисейскому округу». Так в Тарском округе было упразднено 3 монастыря в городе Тара (Параскеевский женский монастырь, Екатерининский женский монастырь, Спасский мужской монастырь).
20 августа 1769 года по указу Императрицы возводится первая в Сибири каменная мечеть.
На 1858 год в Тарском округе насчитывалось 11 каменных, 104 деревянных церквей и других богослужебных зданий.
На 1869 год в округе имелись чтимые иконы. В городе Тара икона Тихвинской Божьей Матери, принесённая сюда вскоре после основания города. 26 июня её носили с крестным ходом в село Бутаково и смежные деревни, а также на Екатерининский завод. В 7 верстах от Тары, в церкви села Самсоново находилась икона Святого Николая, именуемая Можайской. Она принесена из города Можайская Московской губернии в начале XVII столетия крестьянином Самсоновым, поселившимся около Тары.
С 1895 года населённые пункты Тарского уезда с православным населением делились на две епархии: Омскую и Тобольскую.
На 1904 год в уезде числилось старообрядцев и сектантов 470 человек:
- 223 человека приемлющих священство;
- 247 человек беспоповцевских сект признающих браки.

В 1905 году в уезде насчитывалось:
- Православных — 190437 человек;
- Магометан — 16359 человек;
- Римско-католиков — 822 человека (мужчин);
- Старообрядцев — 529 человек;
- Протестантов — 420 человек;
- Евреев — 139 человек;
- Армяно-грегорианцев — 10 человек.

На 1909 год в уезде насчитывалось 101 церковь, 46 часовен.

## Медицина

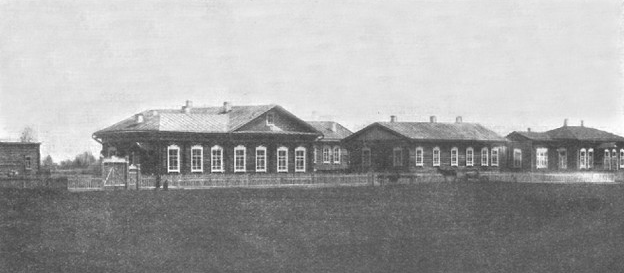
Переселенческая больница.
Село Седельниково Седельниковской волости. 1914

На 1891 год в округе насчитывалось: 1 лечебница, 2 приёмных покоя. Помимо обычных врачей на службе были и так называемые «повивальные бабки».
На 1904 год в уезде имелось 5 больниц и 34 лечебницы.
На 1910 год в уезде имелось 803 селения, 240420 жителей и 5 лечебных заведений с 34 кроватями или в среднем 1 лечебное заведение почти на 161 селение и 1 кровать на 7071 человек.
4 декабря 1922 года Тарский уездный комитет РКП(б) принял решение об объединении всех лечебных заведений города Тара в одну многопрофильную больницу.

## География
Тарский уезд находился в юго-восточной части Тобольской губернии и занимал 71542 квадратных вёрст.
Реками Иртышом и Тарой он делится на северо-восточную и юго-западную части; первая значительно более последней.
Поверхность уезда довольно ровная и низменная, имеет склон на северо-западе и только в северо-восточной части его находятся невысокие увалы, составляющие водораздел между притоками рек Оби и Иртыша. Этот водораздел представляет собой непрерывный урман, или лес, через который на протяжении 600 вёрст в длину и до 50 саженей и местами более в ширину тянется почти свободная от лесов полоса, известная под именем Васюганской тундры, покрытой почти сплошь кочками, состоящими из сухого бурьяна и остатков растений, не встречаемых в тундре в живом состоянии. На этих кочках растёт берёзовая сланка и ягодные кустарники. Слой растительности этой колеблется под ногой. Кое-где встречаются острова песка, заросшие сосняком. Во время сильных дождей и весною тундра эта превращается в обширное озеро, и только небольшие возвышенности, как островки, выступают из этого залитого водою пространства и служат местами для поселений остяков, промышляющих рыбой и звероловством.
Юго-западная часть уезда представляет волнистую поверхность, переходящую в степную полосу; она покрыта перелесками и рощами, а также и многочисленными степными, в большинстве пресноводными, озёрами.
На юго-востоке и северо-западной этой части уезда много хвойных лесов и обширных болот; так, в первой — болото Китлинское, а во второй Тавинское и Киленное.
Подпочва уезда состоит из рыхлых пресноводных осадков постплиоценовой эпохи; песчано-глинистые почвы встречаются под боровыми лесами, в прочих местах встречаются недурные чернозёмы, но немало и болотистых чёрных почв. Наиболее плодородные почвы находятся в полосе земледельческого района, ограниченного реками Тарой и Ошью, к северо-западу от последней переходный болотно-земледельческий район, за этим следует район болотный, простирающийся до реки Ишима. К западу от последнего начинается земледельческий-лесной район. По Иртышу от Усть-Ишима простирается озёрно-луговой, лесной район, а далее идёт луговой. К северу от Иртыша и Тары идёт чисто лесной район с небольшими земледельческими полосами. Тарский чернозём не глубок (от 4 до 8 вершков), подпочвою его служит красная глина. В болотных районах встречается бурый и серый суглинок, от 4 до 9 вершков, на увалах находятся полосы чернозёма до 1/2 аршина. В земледельческом лесном районе чернозёма нет, а почву образует бурый суглинок и песок, подпочвою служит красная глина. В чисто лесном районе почва состоит из растительного слоя и песка, а степной район по характеру почв крайне разнообразен, в одних местах почва солончаковая, влажная, нередко переходящая в болото или сенокосы, а то и места удобные для пашни со слоями чернозёма до 12 вершков.
Иртыш протекает по уезду на протяжении 463 вёрст. Из более значительных притоков его в уезде с правой стороны: реки Тара, Уй, Туй, Шиш, Бечи, левые реки Оша и Ишим. Из прочих рек уезда в самой северной его части, верховья реки Демьянки с её многочисленными притоками реки Тыгыс, Имгыт, Урпы и др. Из 112 озёр уезда более значительные пресноводные Улугул, исток которого впадает в Иртыш, Рахтово, Артев, Итев, Усемет-кул и восточная часть большого Увятского озера, лежащего в пределах Тобольского уезда.
Тарский уезд относился к рыбопромышленному и звероловному, северному лесному, среднему лесо-степному районам Тобольской губернии.

## Население
В 1766 году в Тарском уезде проживало 8334 человека. Третье место по населению в Тобольской провинции Сибирской губернии.
В 1812 году в уезде прошла перепись населения (VI ревизия) по которой проживало (без учёта жителей города): русских 63683 человека (31313 м — 32370 ж), инородцев 12486 человек (6457 м — 6029 ж).
В 1823 году в округе проживало 40444 (19980 м — 20464 ж).
В 1835 году в округе совершено 455 браков, родилось 2590 человек, умерло 1175 человек.
В 1838 году в округе проживало 24554 душ мужского пола.
В 1846 году в округе проживало 61238 человек (31137 м — 30101 ж). Родилось 3593 человека. Умерло 1808 человек. Число браков составило 603. Число иноверцев: христиан 121 человек, не христиан 8869 человек.
По IX ревизии населения 1851 года в округе проживало 69992 человека (35311 м — 34681 ж). Родилось 3717 человек, умерло 2352 человека, совершено браков 679.
В 1852 году в округе совершено 756 браков, родилось 3666 человек, умерло 2287 человек.
На 1858 год в тарском округе насчитывалось: 82475 человек (40411 м — 42064 ж). Родилось 4973 человек (2544 м — 2429 ж), незаконнорождённых 234 человека (117 м — 117 ж), умерло 3437 человек (1875 м — 1562 ж). Было зарегистрировано 845 браков. Проживало 1220 человек поляков обоего пола.
По сословиям население делилось: 64 дворянина (31 м — 33 ж), личных дворян 109 человек (51 м — 58 ж), белое православное духовенство 373 человека (206 м — 167 ж), магометанское духовенство 86 человек (39 м — 47 ж), личные почётные граждане 7 человек (5 м — 2 ж), купцы 289 человек (154 м — 135 ж), мещане и записанные в оклад 3656 человек (1703 м — 1953 ж), государственные крестьяне всех наименований 62648 человек (29912 м — 32736 ж), помещичьи дворовые люди 18 человек (7 м — 11 ж), помещичьи крестьяне 35 человек (18 м — 17 ж), военные регулярных войск 487 человек и при них 346 женщин, иррегулярные войска 28 человек и при них 37 женщин, бессрочно-отпускных и в отпусках 261 человек и при них 150 женщин, отставных нижних чинов 471 человек и при них 1115 женщин, солдатские дети и кантонисты 214 человек. Инородцев насчитывалось 10242 человека (5372 м — 4870 женщин), ссыльно-поселенцы и другие 7015 человек (3998 м — 3017 ж).
По вероисповеданиям население делилось: православные 67196 человек (37416 м — 39780 ж), раскольники 79 человек (29 м — 50 ж), римско-католики 42 человека (23 м — 19 ж), протестанты 82 человека (44 м — 38 ж), евреи 11 человек (6 м — 5 ж), магометане 10395 человек (5466 м — 4929 ж).
На 1859 год в инородческих волостях проживало: Коурдакская волость — 636 человек, Аялынская волость — 1913 человек, Саргатская волость — 748 человек, Тавско-Утузская волость — 394 человека, Бухарская волость — 1857 человек.
На 1860 год в Тарском округе население проживало в 22 сёлах и 4 слободах (Викуловская, Аёвская, Бергамакская, Такмыкская), 187 русских деревнях, 68 инородческих, бухарских, татарских деревнях, 69 выселках, 33 заимках русских крестьян, 12 заимках инородцев Бухарцев.
В 1864 году Совет Главного Управления Западной Сибири утвердил для водворения польских переселенцев Тарский округ в 115 селений и 9 волостей. Поляки были водворены в Аёвской (31 человек), Карташёвской (27 человек), Логиновской (21 человек), Такмыкской (13 человек), Бергамакской (8 человек), Нижнеколосовской (7 человек), Бутаковской и Слободчиковской (по 1 человеку) волостях.
В 1865—1874 годы в округе под стражей в общей сложности находилось 2095 человек ссыльных.
На 1868 год в Тарком округе насчитывалось 412 населённых пунктов: 1 город, 25 русских сёл, 1 инородческое село, 4 русские слободы, 226 русских деревень, 56 инородческих деревень, 62 русских выселка, 6 инородческих выселка, 27 русских заимок, 1 инородческая заимка, 2 русских починка, 1 завод.
В 1869 году округе проживало: 89,8 % русские, 8,6 татары, 1,3 поляки, 0,03 евреи, 0,22 прочие.
Ко второй половине XIX века в округе на одного ссыльного приходилось 4,5 душ коренного населения.
За 1872—1874 годы в округе было совершено ссыльными 8 убийств, 1 покушение на убийство, 16 грабежей, 2 поджога, 1 скотоложство, 5 случаев изготовления или перевод фальшивых денег, 44 конокрадства, 9 личных оскорблений, 149 краж, 2 случая подделки фальшивых видов и документов, 9 нанесений ран, побоев и увечий, 1 побег из под стражи, 1 случай снятия кожи с павшего животного, 1 случай зарезания чужого скота, 2 случая обрезания хвостов у лошадей, 1 случай утайки денег, 1 случай повреждения беременности.
В 1873 году из Тары было отправлено 425 человек пересыльных арестантов.
В 1874 году из Тары было отправлено 454 человека пересыльных арестантов.
В 1875 году из Тары было отправлено 342 человека пересыльных арестантов. Всего ссыльных проживало в округе 6908 человек.
В 1876 году из Тары было отправлено 279 человек пересыльных арестантов. Всего ссыльных проживало в округе 4007 человек.
К 1 января 1876 года в округе проживало 2775 человек ссыльных по суду и 4133 человека ссыльных в административном порядке. Ссыльными было совершено 212 преступлений, под стражей содержалось 189 человек. Из них 2562 человека ссыльных находилось в неизвестной отлучке. По сословиям ссыльные в округе распределялись следующим образом:
- дворяне: в городе 15, в округе 7;
- мещане: в городе 375, в округе 115;
- государственные крестьяне: в городе 51, в округе 3558;
- духовные: в городе 8, в округе 7;
- военного звания: в городе 6, в округе 659.

Ссыльные занимались в округе: торговлей, плотничными и столярными работами, разными ремёслами, портным, кузнечным, сапожным делами, хлебопашеством и другими крестьянскими работами, письменными и бондарными работами, 2172 человека вообще ни чем не занималось, 7 человек находилось в присутственных местах и у должностных лиц, 45 человек занимали должности волостных писарей.
В Нижне-Колосовской волости ссыльных насчитывалось 934 человека проживавших в 224 домах. Из них было: 317 человек семейных ссыльных, 339 взрослых работников, 71 человек стариков и увеченных, 27 человек нищенствующих, 6 человек малолетних до 18 лет.
В 1877 году из Тары было отправлено 321 человек пересыльных арестантов.
В 1878 году в округе проживало 40488 человек крестьянского податного населения, ссыльных 8737 человек. В среднем на 1 ссыльного приходилось 4,6 человека податного крестьянского населения. Предполагалось поселить в округе ещё 715 человек ссыльных.
После 1880 года в Тарский округ переселены 3 члена варшавской социально-революционной организации.
К 1882 году в округе проживало 8737 человек ссыльных или 1 ссыльный на 4,5 человека местного населения. Третий показатель в Тобольской губернии. Бухарцев насчитывалось 1975 человек, татар 6755 человек. Всего инородцев 7,06 % на число русских.
На 1887 год в округе был зарегистрирован 1001 брак, родилось 6969 человек (3519 м — 3450 ж), незаконнорождённых 350 человек, умерло 4696 человек (2432 м — 2264 ж).
На 1888 год по сведениям Тобольского статистического комитета в Тарском округе насчитывалось 11257 татар магометан (7228 м — 4029 ж) проживающих приблизительно в 60 населённых пунктах.
В 1889 году в уезде зарегистрировано 950 браков, родилось 6810 человек (3540 м — 3270 ж), умерло 5064 человека (2622 м — 2442 ж). Насчитывалось 187 русских сельских обществ, 348 русских населённых мест и 71 инородческий.
В 1891 году в округе насчитывалось:
- 144027 человек:
  - 73909 мужчин;
  - 70118 женщин;
- 187 сельских обществ;
- 413 населённых пунктов:
  - 342 русских;
  - 71 инородческий;
- 19 волостей:
  - 14 русских;
  - 5 инородческих;
- 17 начальных училищ.

На 1891—1892 годы в округе насчитывалось 13 церковно-приходских школ (326 учащихся), 7 школ грамотности (101 учащийся), 17 сельских училищ (392 учащихся).
На 1893 год в Тарском округе проживало значительно число поляков, а также немцев и финнов. Население округа распределялось ровно 50 % на 50 % между мужчинами и женщинами. В среднем на версту суши приходилось 1,90 сельского жителя обоего пола. В тарском округе проживало 135566 человек (67498 м — 68068 ж). Насчитывалось 448 селений, 21921 крестьянский двор, 703 некрестьянских двора.
На 1894 год в округе проживало 144308 человек (73612 м — 70696 ж). Насчитывалось 217 русских и 55 инородческих населённых пунктов.
На 1895 год в округе насчитывалось 127 сельских обществ, 217 русских населённых мест и 44 инородческих.
По переписи населения Российской Империи в 1897 году в Тарском округе проживало 152491 человек (76201 м — 76290 ж); на 1 кв. версту приходится 1,9 жителей.
Селений 448, из них многолюдных (свыше 1000 жителей) — 11.
Значительное большинство населения — русские; до 11000 татар, несколько сот остяков; есть поляки (966), немцы, евреи и цыгане.
9 % дворов вовсе не имеют работников, 64 % дворов имеет по 1 работнику, 19 % по 2 работника и 8 % более 2-х.
Много переселенцев из России.
Ссыльнопоселенцы в уезде составляют почти 10 % общего числа жителей.
90 % населения православные, 1,3 % католики, 8,6 % магометане, 0,1 % — прочих исповеданий.
Населены преимущественно берега рек Иртыша, Ишима, Оши и Аёва; 77 % общего числа селений расположены при них, 19 % — при озёрах, 4 % при колодцах в степной полосе.
Переселенцы из России стали жить на таёжных участках на реках Уе, Tyе и Шише.
Сельское хозяйство составляет одно из главных занятий жителей.
На 1898 год в округе числилось 206 сельских обществ, 405 русских и 71 инородческий населённый пункт.
На 1899 год в уезде родилось 265 человек.
В 1901 году в уезде было заключено 1380 браков, родилось 10200 детей, умерло 5813 человек. Насчитывалось 450 населённых пунктов. Больниц и приёмных покоев имелось 5 на 36 кроватей. Имелось 72 начальные школы.
За период 1902—1907 годы по данным акцизного надзора и полиции было продано 490628,557 вёдер винно-водочных изделий в уезде на сумму 4364255 рублей 8 копеек. За этот период от пьянства умерло 23 человека от общего населения уезда 207849. При этом по потреблению уезд занимал 4 место из 10 уездов Тобольской губернии.
На 1903 год в Тарском уезде проживал 171581 человек (86198 м — 85383 ж) насчитывалось 655 селений.
В 1905 году в уезде состоялось 1756 браков, родилось 11409 человек, умерло 7056 человек. Прибыль населения составила + 4297 человек, четвёртый показатель среди всех уездов Тобольской губернии.
Население уезда по сословиям выглядело следующим образом:
- Потомственных дворян — 188 человек;
- Личных дворян — 84 человека;
- Белое духовенство — 391 человек;
- Магометанское духовенство — 104 человека;
- Потомственных почётных граждан — 65 человек;
- Личных почётных граждан — 13 человек;
- Купцов городского сословия — 28 человек;
- Мещан городского сословия — 6077 человек;
- Крестьян сельского сословия — 164108 человек;
- Военные военного сословия — 151 человек;
- Отставных военного сословия — 7168 человек;
- Оседлых инородцев — 14098 человек;
- Ссыльных с семействами — 16628 человек;
- Разночинцев с семействами — 654 человека;
- Иностранных подданных — 47 человек.

В 1906 году в селе Рыбино было открыто общество трезвости в честь Рождества Христова. Посетителями общества были крестьяне-старожилы, земледельцы, скотоводы.
В 1907 году в уезде проживало 200987 русских, 15642 татар, 60 евреев.
На 1908 год в уезде насчитывалось: 1 город и 452 остальных поселений.
На 1909 год в уезде имелось 29 волостей, 545 сельских обществ, 803 населённых пункта, 34717 отдельных хозяйств. Проживало 206870 человек (103293 м — 103577 ж).
На 1910—1911 годы в Тарском уезде насчитывалось 2 общества трезвости. Общества посещало 80 человек. В уезде насчитывалось около 252800 человек. Плотность населения составляла 3,4 человека на квадратную версту.
| Число жителей уезда | Число жителей уезда | Число жителей уезда | Число жителей уезда | Число жителей уезда | Число жителей уезда | Число жителей уезда | Число жителей уезда |
| 1710                | 1766                | 1812                | 1823                | 1838                | 1846                | 1851                | 1858                |
| ------------------- | ------------------- | ------------------- | ------------------- | ------------------- | ------------------- | ------------------- | ------------------- |
| 8355                | ↘8334               | ↗76 169             | ↘40 444             | ↘24 554             | ↗61 238             | ↗69 992             | ↗82 475             |
| 1859                | 1860                | 1862                | 1868                | 1869                | 1884                | 1888                | 1890                |
| ↘78 122             | ↘78 117             | ↗97 211             | ↘84 461             | ↗106 371            | ↗129 087            | ↗140 810            | ↗141 068            |
| 1891                | 1892                | 1894                | 1895                | 1897                | 1900                | 1903                | 1904                |
| ↗144 027            | ↗145 756            | ↘144 308            | ↘142 308            | ↗159 655            | ↗179 254            | ↘171 581            | ↗186 700            |
| 1905                | 1906                | 1907                | 1908                | 1909                | 1910                | 1911                | 1912                |
| ↗197 628            | ↗207 849            | ↗216 689            | ↗219 123            | ↘207 401            | ↗210 381            | ↗249 368            | ↗267 244            |
| 1914                |                     |                     |                     |                     |                     |                     |                     |
| ↗276 260            |                     |                     |                     |                     |                     |                     |                     |

| 1860 | 1868 | 1891 | 1892 | 1893 | 1898 | 1903 | 1904 | 1910 |
| ---- | ---- | ---- | ---- | ---- | ---- | ---- | ---- | ---- |
| 393  | 412  | 413  | 448  | 448  | 476  | 655  | 661  | 803  |

### Крупнейшие населённые пункты уезда
| 1868 год - город Тара — 7091 чел.; - завод Екатерининский — 1366 чел.; - село Строкино — 1202 чел.; - слобода Такмыкская — 1188 чел.; - деревня Артын — 1052 чел.; - слобода Бергамакская — 1001 чел.; - село Копьёво — 999 чел.; - село Пустынное — 866 чел.; - село Большерецкое — 851 чел.; - деревня Владимировка — 810 чел. |  |  |  |  |  | 1893 год - город Тара — 10190 чел.; - слобода Бергамакская — 1589 чел.; - деревня Низовская — 1575 чел.; - деревня Артын — 1455 чел.; - село Мало-Красноярское — 1447 чел.; - село Муромцево — 1163 чел.; - деревня Большереченская — 1129 чел.; - село Крайчиково — 1112 чел.; - деревня Больше-Красноярская — 1091 чел.; - слобода Викуловская — 1031 чел. |

| 1897 год - город Тара — 7223 чел.; - село Муромцево — 1719 чел.; - слобода Викуловская — 1349 чел.; - село Артын — 1294 чел.; - село Строкино — 1245 чел.; - Никольский суконно-фабричный посёлок — 1217 чел.; - село Копьёво — 1204 чел.; - село Мало-Красноярское — 1195 чел.; - село Рыбино — 1097 чел.; - слобода Такмыкская — 1071 чел. | 1903 год - город Тара — 8238 чел.; - слобода Бергамакская — 1536 чел.; - село Артын — 1229 чел.; - село Муромцево — 1192 чел.; - село Рыбино — 1191 чел.; - деревня Больше-Красноярская — 1152 чел.; - слобода Такмыкская — 1137 чел.; - село Низовое — 1097 чел.; - село Строкино — 1005 чел.; - село Калининское — 995 чел. |

| 1909 год - город Тара — 12405 чел.; - деревня Большереченская — 1305 чел.; - село Евгащино — 1214 чел.; - село Рыбино — 1201 чел.; - деревня Тармаклы — 1166 чел.; - село Строкино — 1132 чел.; - село Артын — 1128 чел.; - село Мало-Красноярское — 1105 чел.; - село Могильно-Посельское — 1100 чел.; - село Копьёво — 1083 чел. |

### Переселенческое дело
В период 1840—1850-х годов в округ было самостоятельно водворено 1203 семей переселенцев, которые образовали 36 новых селений в 9 волостях. К старожилам было переселено 458 семей переселенцев в 28 старожильческих деревнях.
В 1846 году в округ переселился 31 человек.
В 1848 году в округ переселилось 82 человека.
В 1849 году в округ переселилось 57 человек.
В 1851 году в округ переселилось 1019 человек.
В 1852 году в округ переселилось 662 человека.
В 1853 году в округ переселилось 1925 человек.
В 1854 году в округ переселилось 38 человек.
В 1855 году в округ переселилось 82 человека.
В 1856 году в округ переселилось 25 человек.
В 1857 году в округ переселилось 342 человека.
В 1858 году в округ переселилось 313 человек.
В 1859 году в округ переселилось 1999 человек.
В 1860 году в округ переселилось 213 человек.
В 1861 году в округ переселилось 157 человек.
В 1862 году в округ переселилось 114 человек.
В 1863 году в округ переселилось 138 человек.
В 1870 году в округ переселилось 2 человека. Всего в период 1846—1878 годов в округ переселилось 7199 человек.
В 1880—1883 годах в округ был поселён 121 переселенец из следующих губерний и областей: 5 из Архангельской, 2 из Оренбургской, 5 из Рязанской, 11 из Курской, 43 из Пермской, 6 из Томской, 36 из Вятской, 9 из Пензенской, 1 из Казанской, 1 из Нижегородской губерний, а также 1 из Акмолинской и 1 из Семиреченской областей.
На 1885 год переселенцы образовали 9 новых поселений.
Количество переселенческих посёлков и запасных участков образованных с 1893 года по 1 июля 1903 года:
- Аёвская волость — 21 переселенческий посёлок, 5 запасных участков;
- Атирская волость — 67 переселенческих посёлков;
- Бергамакская волость — 2 переселенческих посёлка, 1 запасной участок;
- Викуловская волость — 2 переселенческих посёлка;
- Каргалинская волость — 7 переселенческих посёлка;
- Карташёвская волость — 8 переселенческих посёлков, 2 запасных участка;
- Корсинская волость — 2 переселенческих посёлка;
- Крайчиковская волость — 5 переселенческих посёлков;
- Логиновская волость — 6 переселенческих посёлков, 4 запасных участка;
- Мало-Красноярская волость — 5 переселенческих посёлков;
- Озёринская волость — 4 переселенческих посёлка;
- Рыбинская волость — 2 переселенческих посёлка;
- Самохваловская волость — 2 переселенческих посёлка;
- Седельниковская волость — 77 переселенческих посёлков, 21 запасной участок;
- Слободчиковская волость — 5 переселенческих посёлка;
- Такмыкская волость — 1 запасной участок;
- Тевризская волость — 70 переселенческих посёлков.

В 1895—1902 годах в Тарском урмане было отрезано 194 участка с 463041 десятиной земли для 23346 мужских душ и 41 запасной участок. Положение переселенцев в урмане было неудовлетворительным. Особенно на участках, лежащих на реке Шиш. Так, например, на Куксинском участке переселенцы весной 1901 года с голоду ели траву и подобные случаи случались и на других участках. Проезжая урманным трактом из Тары через Ермаковку, Унару, Егоровку и дальше по реке Шиш, уже издалека можно узнать латыша и немца, эстонца и русского, по телеге, по пряжке, по одежде.
На 1897 год в округе было много переселенцев из России, которые или приписались к старым селениям (460 семей), или образовали новые (числом 36, с 1203 семьями).
На 1899 год в уезд был переселён 2191 человек переселенцев (1159 м — 1032 ж). Из них 586 человек вернулись обратно.
На 1 января 1904 года в Тарском уезде действовали переселенческие посёлки и запасные участки в следующих волостях:
- Аёвская волость — 22 переселенческих посёлка, 5 запасных участков;
- Атирская волость — 68 переселенческих посёлков, 11 запасных участков;
- Бергамакская волость — 2 переселенческих посёлка, 1 запасной участок;
- Викуловская волость — 2 переселенческих посёлка;
- Каргалинская волость — 7 переселенческих посёлка, 1 запасной участок;
- Карташёвская волость — 8 переселенческих посёлков, 2 запасных участка;
- Корсинская волость — 2 переселенческих посёлка;
- Крайчиковская волость — 5 переселенческих посёлков, 2 запасных участка;
- Логиновская волость — 6 переселенческих посёлков, 3 запасных участка;
- Мало-Красноярская волость — 5 переселенческих посёлков;
- Озёринская волость — 4 переселенческих посёлка, 1 запасной участок;
- Рыбинская волость — 2 переселенческих посёлка;
- Самохваловская волость — 2 переселенческих посёлка;
- Седельниковская волость — 77 переселенческих посёлков, 7 запасных участков;
- Слободчиковская волость — 5 переселенческих посёлка;
- Такмыкская волость — 8 переселенческих посёлков, 3 запасных участка;
- Тевризская волость — 61 переселенческий посёлок, 21 запасной участок.

На 1913 год в Тарском уезде действовали переселенческие посёлки и запасные участки в следующих волостях:
- Аёвская волость — 28 переселенческих посёлков;
- Атирская волость — 174 переселенческих посёлка;
- Бергамакская волость — 17 переселенческий посёлок;
- Бутаковская волость — 3 переселенческих посёлка;
- Бухарская волость — 1 переселенческий посёлок;
- Викуловская волость — 7 переселенческих посёлков;
- Егоровская волость — 65 переселенческих посёлков;
- Каргалинская волость — 21 переселенческий посёлок, 1 запасной участок;
- Карташёвская волость — 38 переселенческих посёлков, 1 запасной участок;
- Кейзесская волость — 40 переселенческих посёлков;
- Кондратьевская волость — 6 переселенческий посёлков;
- Корсинская волость — 14 переселенческих посёлков;
- Крайчиковская волость — 7 переселенческих посёлков, 1 запасной участок;
- Логиновская волость — 13 переселенческих посёлков, 1 запасной участок;
- Мало-Красноярская волость — 29 переселенческих посёлков;
- Могильно-Посельская волость — 3 переселенческих посёлка;
- Нагорно-Ивановская волость — 25 переселенческих посёлка;
- Ново-Ягодинская волость — 38 переселенческих посёлка;
- Озёринская волость — 12 переселенческих посёлка;
- Петропавловская волость — 30 переселенческих посёлков;
- Рыбинская волость — 40 переселенческих посёлков;
- Савиновская волость — 8 переселенческий посёлков;
- Самохваловская волость — 8 переселенческих посёлков;
- Седельниковская волость — 38 переселенческих посёлков, 1 запасной участок;
- Слободчиковская волость — 8 переселенческих посёлков;
- Такмыкская волость — 19 переселенческих посёлков;
- Тевризская волость — 51 переселенческий посёлок, 2 запасных участка;
- Усть-Ишимская волость — 18 переселенческих посёлков;
- Утьминская волость — 19 переселенческих посёлков;
- Форпостская волость — 30 переселенческих посёлков.

| Вспашка плугом из под леса пашни в урманной полосе. Тарский уезд 1916 год | Общий вид переселенческого посёлка Унарского Егоровской волости Тарского уезда. 1916 год                                 |
| Церковь в посёлке Унарском Егоровской волости Тарского уезда. 1916 год    | Усадьба урманного белорусского переселенца Москалёва М. Посёлок Екатерининский Ермиловская волость Тарский уезд 1916 год |

## Символика

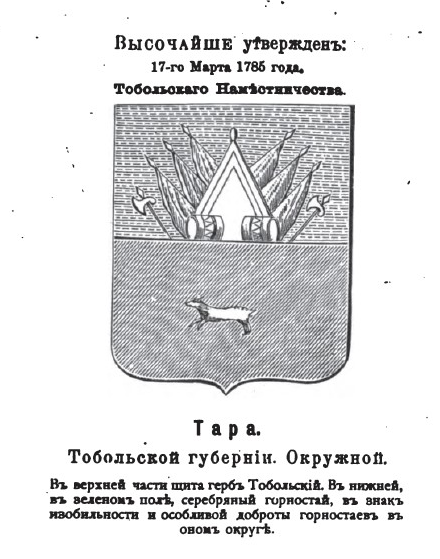
Герб города Тара с официальным описанием
(П. Винклер, 1900)

До образования Тобольского наместничества в 1782 году, Тарский уезд и город Тара не имели своих утверждённых гербов.
По Именному Вашего Императорского Величества Высочайшему указу 19 января 1782 года, повелено Тобольское наместничество составить из 16 уездов; но как города того наместничества гербов не имеют, то Сенат, назнача гербы, с описанием осмеливается всеподданнейше представить на Высочайшую Вашего Императорского Величества информацию и просить Всемилостейшего указа
17 марта 1785 года Высочайше утверждён доклад Сената «о гербах городов Тобольского наместничества».
В описании герба города Тара было сказано:
В зелёном поле серебряный горностай, в знак изобильности и особливой доброты горностаев в оной округе

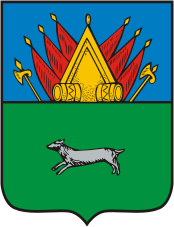
Официально утверждённый герб города Тара (1785)
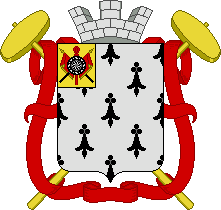
Проект неутверждённого герба уезда и города (1865)

## Руководство уезда

### Княжеские наместники
| Ф. И. О.                                                                | Титул, чин, звание | Время замещения должности |
| ----------------------------------------------------------------------- | ------------------ | ------------------------- |
| Андрей Васильев сын Елецкой                                             | князь              | 1594-1595                 |
| Фёдор Борисов сын Елецкой                                               | князь              | 1595-1597                 |
| Степан Васильев сын Кузьмин-Караваев Андрей Матвеев сын Воейков         | князья             | 1597-1598                 |
| Иван Владимиров сын Кольцов-Мосальской Андрей Матвеев сын Воейков       | князья дворянин    | 1598-1599                 |
| Иван Владимиров сын Кольцов-Мосальской Яков Иванов сын Старков          | князья             | 1599-1600                 |
| Иван Владимиров сын Кольцов-Мосальской Андрей Бахтияров                 | князья             | 1601-1602                 |
| Иван Андреев сын Солнцев-Засекин                                        | князь              | 1603-1605                 |
| Сила Иванов сын Гагарин Иван Андреев сын Солнцев-Засекин                | князья             | 1606-1608                 |
| Иван Владимиров сын Кольцов-Мосальской Иван Андреев сын Солнцев-Засекин | князья             | 1608-1613                 |
| Иван Михайлов сын Годунов Пётр Данилов сын Исленьев                     | князья             | 1613-1614                 |
| Иван Михайлов сын Годунов Фёдор Степанов сын Старой                     | князья             | 1614-1615                 |
| Кирилл Семёнов сын Воронцов-Вельяминов Пётр Семёнов сын Лотухин         | князья             | 1615-1616                 |
| Елизар Фомин сын Корса́ков Пётр Семёнов сын Лотухин                      | князья             | 1616-1618                 |
| Кирилл Семёнов сын Воронцов-Вельяминов Елизар Фомин сын Корса́ков        | князья             | 1618-1619                 |
| Сила Яковлев сын Вельяминов Фёдор Андреев сын Скрябин                   | князья             | 1620-1622                 |
| Исаак Никитин сын Сунбулов Пётр Гаврилов сын Чириков                    | князья             | 1623-1624                 |

### Воеводы
| Ф. И. О.                                                           | Титул, чин, звание   | Время замещения должности |
| ------------------------------------------------------------------ | -------------------- | ------------------------- |
| Степан Иванов сын Исленьев Иван Алексеев сын Аргамаков             | князья               | 1625-1627                 |
| Юрий Иванов сын Шаховской Михаил Фёдоров сын Кайсаров              | князья               | 1627-1628                 |
| Фёдор (Шериха) Фёдоров сын Волконской Исаак Петров сын Байков      | боярин князь         | 1629-1631                 |
| Никита Петров сын Борятинской Константин Сильвестров сын Сытин     | князья               | 1631-1632                 |
| Фёдор Самойлов сын Бельской Неупокой Андреев сын Кокошкин          | князья               | 1632-1634                 |
| Фёдор (Горбун) Петров сын Боратинской Григорий Аггеев сын Кафтырёв | князья               | 1635-1638                 |
| Василий Александров сын Чеглоков Яков Евстафьев сын Тухачевской    | стольники            | 1638-1642                 |
| Пётр Иванов сын Щетинин Фёдор Фёдоров сын Головачёв                | князья               | 1643-1646                 |
| Василий Иванов сын Горчаков Фёдор Фёдоров сын Головачёв            | стольник князь       | 1646-1647                 |
| Василий Иванов сын Горчаков Григорий Иванов сын Бутурлин           | князь стольник князь | 1647-1649                 |
| Василий Андреев сын Горчаков                                       | стольник князь       | 1649-1652                 |
| Иван Артемьев сын Чаадаев                                          | князь                | 1652-1656                 |
| Михайло Тимофеев сын Измайлов                                      | стольник             | 1656-1659                 |
| Михаил Никитин сын Шаховской                                       | стольник князь       | 1659-1664                 |
| Степан Степанов сын Измайлов                                       | князь                | 1664-1668                 |
| Фёдор Никитин сын Мещерской                                        | князь                | 1668-1673                 |
| Борис Фёдоров сын Мещерской                                        | князь                | 1673                      |
| Тимофей Дмитриев сын Клокачёв                                      | князь                | 1673-1674                 |
| Иван Гаврилов сын Ушаков                                           | письменный голова    | 1674-1676                 |
| Фёдор Петров сын Кох                                               | письменный голова    | 1676-1678                 |
| Никита Лавретьев сын Наумов                                        | письменный голова    | 1678                      |
| Иван Лукьянов сын Талызин                                          | письменный голова    | 1678-1679                 |
| Матвей Уваров сын Лодыгин                                          | стольник             | 1679-1681                 |
| Гаврило Кондратьев сын Елагин                                      | стольник             | 1681-1683                 |
| Карп Фёдоров сын Павлов                                            | стольник             | 1683-1686                 |
| Гаврило Степанов сын Волконской                                    | стольник князь       | 1687-1689                 |
| Никита Степанов сын Ивашкин                                        | князь                | 1689                      |
| Данило Иванов сын Сытин                                            | князь                | 1689-1692                 |
| Галактион Данилов сын Сытин                                        | князь                | 1692-1693                 |
| Данило Иванов сын Сытин                                            | князь                | 1693-1694                 |
| Михайло Денисов сын Тургенев                                       | стольник             | 1694-1694                 |
| Дмитрий Михайлов сын Тургенев                                      | стольник             | 1694-1898                 |
| Митрофан Иванов сын Воронцов-Вильяминов                            | стольник             | 1699                      |
| Семён Прокопьев сын Карпов                                         | князь                | 1699-1700                 |
| неизвестно                                                         |                      | ?-1708                    |

### Уездные воеводы
| Ф. И. О.      | Титул, чин, звание | Время замещения должности |
| ------------- | ------------------ | ------------------------- |
| неизвестно    |                    | 1708-?                    |
| Дмитрий Рукин | дворянин           | 1729-1731                 |
| Бобровский    | князь              | 1746                      |
| неизвестно    |                    |                           |
| Кривоногов    | князь              | 1773                      |
| неизвестно    |                    |                           |

### Окружные начальники
| Ф. И. О.                       | Титул, чин, звание  | Время замещения должности |
| ------------------------------ | ------------------- | ------------------------- |
| Павел Сидорович Серебрянников  | коллежский асессор  | 1829                      |
| неизвестно                     |                     |                           |
| Павел Яковлевич Смысловский    | коллежский советник | 1860                      |
| Модест Варфоломеевич Гулькевич | коллежский асессор  | 1861-1862                 |
| Орест Макарович Гулькевич      | коллежский асессор  | 1863-1864                 |

### Уездные исправники
| Ф. И. О.                       | Титул, чин, звание                                                               | Время замещения должности |
| ------------------------------ | -------------------------------------------------------------------------------- | ------------------------- |
| неизвестно                     |                                                                                  |                           |
| Александр Алексеевич Павлинов  | титулярный советник                                                              | 1884                      |
| Константин Ардальонович Попов  | коллежский асессор                                                               | 1887                      |
| Прокопий Семёнович Гебедо      | с 1889 коллежский секретарь с 1893 титулярный советник с 1900 надворный советник | 1889-1901                 |
| Василий Семёнович Кириленко    | коллежский асессор                                                               | 1906-1909                 |
| Алексей Александрович Левицкий | есаул отставной войсковой старшина с 1911 коллежский асессор                     | 1910-1911                 |
| Александр Иванович Журавлёв    | коллежский советник                                                              | 1912-1913                 |
| Вильгельм Оскарович Кремер     | надворный советник                                                               | 1914-1916                 |
| неизвестно                     |                                                                                  |                           |

### Уездные управляющие
| Ф. И. О.    | Титул, чин, звание | Время замещения должности |
| ----------- | ------------------ | ------------------------- |
| неизвестно  |                    |                           |
| Барановский |                    | 1918-1919                 |

## Известные люди и уроженцы уезда

### Известные уроженцы
- Нерпин, Иван Фёдорович (1760—1812) — уроженец города Тара, купец I гильдии, советник коммерции, первый почётный гражданин города Тары. Самый богатый житель города Тары. Был известен в Сибири и в России как активный благотворитель. На его средства в Таре было построено три церкви. Стал обладателем двух первых в уезде частных каменных домов. Сделал самый большой в Сибири вклад на войну с Наполеоном — 5000 рублей;
- Айтыкин, Нияз (1778—1847) — уроженец города Тара, бухарский купец, потомственный почётный гражданин города Тара из рода известных бухарских купцов. Владелец кожевенного завода, стекольного завода, пароходов, галантерейных, гастрономических и мануфактурных магазинов в Павлодаре, Верном, Семипалатинске. Торговал чаем, железом, мануфактурой. Вёл торговлю с Китаем. Собрал большую библиотеку, курировал школы мектеб, медресе. Совершил хадж. По распоряжению Западно-Сибирского генерал-губернатора, открыл один из коротких караванных путей от Омска до Коканда;
- Немчинов, Яков Андреевич (1811—1894) — уроженец города Тара, купец I гильдии, коммерции советник, действительный статский советник, предприниматель с состоянием до 18000000 рублей, один из самых богатых людей Российской Империи. Потомственный почётный гражданин города Тара. Меценат и благотворитель. На его средства был построен Тарский сиропитательный дом и ремесленное училище. На его средства были реставрированы 3 церкви. Награждён орденом Святого Станислава II степени и орденом Святого Владимира;
- Пятков, Михаил Фёдорович — уроженец города Тара, купец I гильдии, крупнейший в Сибири чаеторговец. Вёл торговлю разнообразными товарами в Таре, Тюмени, Тобольске, Семипалатинске, Верном, имел чайный магазин в Барнауле. По количеству закупленных в Китае партий чая в конце 1890-х годов он опережал многие известные фирмы. Только за 1892 год он вывез из Китая 2244 места чая;
- Щербаков, Алексей Иванович — уроженец деревни Щербакова Бутаковской волости, купец I гильдии, владелец первой в Сибири писчебумажной фабрики;
- Юдин, Геннадий Васильевич (1840—1912) — уроженец города Тара, русский библиофил, купец II гильдии и промышленник, владелец уникальной для России библиотеки;
- Калижников, А. А. — уроженец села Евгащинское Логиновской волости, купец I гильдии, имел крупные маслозаводы, самую большую в уезде мельницу (в 1908 году от мельницы появился электрический свет, один из первых в уезде), четыре парохода, магазины в Москве, Петербурге, Омске, Китае;
- Ядринцев, Николай Михайлович (1842—1894) — уроженец города Омска Тарского округа, сибирский публицист, писатель и общественный деятель, исследователь Сибири и Центральной Азии, один из основоположников сибирского областничества, первооткрыватель древнетюркских памятников на реке Орхон, столицы Чингисхана Каракорума и Орду-Балыка — столицы Уйгурского каганата в Монголии;
- Гулькевич, Леонид Орестович (1865—1919) — уроженец города Тара, сын коллежского асессора окружного начальника Тарского уезда Гулькевич О. М.. Окончил морскую академию. Гидрограф. С 1884 года генерал-майор Морского корпуса, командир Николаевских лоцманов на Черноморском флоте. Расстрелян в 1919 году без суда и следствия большевиками в Одессе;
- Гулькевич, Валентин Орестович — уроженец города Тара, сын коллежского асессора окружного начальника Тарского уезда Гулькевич О. М.. Статский советник. Врач. Старший врач Оренбургского Неплюевского кадетского корпуса. Служил в Белой Армии;
- Избышев, Артём Иванович (1885—1919) — уроженец села Седельниковское Седельниковской волости, революционный социал-демократ, унтер-офицер, командир партизанского отряда во время Гражданской войны, слава о котором шла по всей Сибири. Сегодня его именем названы улицы в Омске, Таре, Тюмени, Седельниково и других населённых пунктах;
- Софонов, Пётр Васильевич — уроженец города Тара, тарский священнослужитель, протоиерей, законоучитель Тарского уездного училища и Тарской женской прогимназии. За заслуги в народном просвещении произведён в протоиереи, по духовному ведомству награждён наперсным крестом, камилавкой, скуфьёй, набедренником и серебряной медалью в память Александра III, бронзовый крест в память войны 1853—1854 годов, знак красного креста, орден Святой Анны III и II степени, Владимира IV и III степени, медаль в память императора Николая I. Имел библию от Святейшего Синода;[64]
- Ибрагимов, Абдурашид (1857—1944) — уроженец города Тара, татарский мусульманский имам, кади, проповедник и публицист. Ахун Тарского уезда. Сторонник идей панисламизма, которые распространял с 1908 года. Первый муфтий Японской Империи. Депутат первой мусульманской фракции в IV Государственной Думе Российской Империи.
- Золотарёв, Семён Павлович (1914—1993) — уроженец села Баженово Атирской волости, полковник, Герой Советского Союза, награждён орденом Ленина, тремя орденами Красного Знамени, орденом Александра Невского, орденом Отечественной войны 1-й степени, орденом Красной Звезды и 12 боевыми медалями. Его именем названа школа в селе Баженово.
- Валеев, Фоат Тач-Ахметович (1918—2010) — уроженец деревни Яланкуль Уленкульской волости, историк-сибиревед, этнограф, доктор исторических наук, профессор. Заслуженный деятель науки ТАССР (1990). В 1950 году стал преподавателем Омского танко-технического училища, где ему было присвоено звание майора. Переводится заместителем командира танкового полка в западно-сибирском гарнизоне (Западно-Сибирский военный округ). В дальнейшем работал преподавателем Омского машиностроительного института, читал лекции в Омском университете, пединституте и в других вуза Омска по истории. С 1961 года трудился в Казанской архитектурно-строительной академии. Указом президента РФ в апреле 2002 года присвоено звание полковника в отставке. Награждён тремя орденами Отечественной войны I степени и одним орденом II степени, а также 17 медалями.
- Зенков, Николай Емельянович (1920—1945) — уроженец деревни Ивановка Такмыкской волости, гвардии лейтенант, Герой Советского Союза, награждён орденом Ленина, орденом Красного Знамени, орденом Красной Звезды, медалью «За отвагу», медалью «За боевые заслуги». Его именем названа улица в городе Омске.
- Васильев, Василий Иванович (1922—1980) — уроженец деревни Бородихина Логиновской волости, подполковник, Герой Советского Союза, награждён орденом Ленина, орденом Отечественной войны 1-й степени, орденом Красной Звезды трижды и другими медалями.
- Комаров, Александр Николаевич (1922—1982) — уроженец деревни Изюк Ермиловской волости, краснофлотец, Герой Советского Союза, награждён орденом Ленина, орденом Красной Звезды и другими медалями. Его именем названа улица и район парка отдыха в селе Тевриз, а также проспект в городе Омске.

### Известные жители
- Елецкий, Андрей Васильевич (XVI век) — князь, участник Ливонской войны, сын боярский, голова, дворянин московский, воевода, основатель города Тары;
- Ивелич, Пётр Иванович (1772—1816) — граф, генерал-майор, участник Бородинского сражения;
- Дзюбинский, Владимир Иванович (1860—1927) — уроженец города Каменец-Подольский. В 1883 году за связь с народниками был сослан в Акмолинскую область на три года. Член III и IV Государственной Думы Российской Империи от Тобольской губернии, надворный советник, член фракции трудовиков, окончил среднюю духовную семинарию, член Западно-Сибирского отдела Императорского географического общества. В 1907 за участие в освободительном движении переведён из Омска в Тару старшим помощником акцизного надзирателя. В Санкт-Петербурге состоял членом Литературного общества. Был инициатором создания Санкт-Петербургского сибирского собрания;
- Куминов, Иван Иванович (1865—1930) — священномученик Омской епархии. Священник церкви села Мало-Красноярского Мало-Красноярской волости. Окончил Омскую учительскую семинарию. Инспектор народных училищ Тарского округа Тобольской губернии. В Омской епархии служил в 1922—1928 годах. Замучен в тюрьме. Расстрелян в городе Каинске. Канонизирован Архиерейским Собором Русской Православной Церкви 13-16 августа 2000 года по представлению Омской епархии;
- Григорьев, Филипп Михайлович (1870—1933) — из калмыков, священномученик. Сын мещанина. Окончил Омскую учительскую семинарию. С 19 июля 1897 года псаломщик, с 22 июня 1898 года дьякон, с 24 октября 1902 иерей и священник. С 1902 по 1906 годы служил в церкви села Копьёво Копьёвской волости, был заведующим и законоучителем Копьёвской школы. В 1906—1911 годах служил в церкви села Ново-Рождественского. В 1911—1913 годах служил в церкви посёлка Божедаровский Омского уезда. В семье жена и 4 детей. В 1913—1917 годах служил в церкви села Калачинского Тюкалинского уезда. С 1915 года член благочиннического совета Омского уезда Акмолинской области. В 1917—1929 годах служил в церкви села Александровское Алма-Атинской области. В 1929—1932 годы служил в церкви города Алма-Ата. Имел камилавку. Замучен в лагере. Умер от тифа в городе Алма-Ата. Канонизирован 20 августа 2000 года Архиерейским Собором Русской Православной Церкви 13-16 августа 2000 года Алма-Атинской епархией;
- Есин, Андрей Моисеевич (1874—1937) — священник деревни Кирсановка Куликовской волости Тюкалинского уезда, унтер-офицер XVII Восточно-Сибирского полка. Участник экспедиции в Китай для подавления восстания в 1900—1901 годах, где был награждён Георгиевским крестом. Участник Русско-Японской войны 1904—1905 годов. Член партии эсеров. Член церковного совета Осихинской церкви в селе Осихино Осихинской волости Тарского уезда. Активный церковник. Приговорён к высшей мере наказания. Расстрелян в Омске;
- Багинский, Виталий Игнатьевич (1882—1927) — из поляков, уроженец Житомирского уезда Волынской губернии. Сын псаломщика. Сан священника получил 20 августа 1903 года. Служил священником в сёлах Рогозино Седельниковской волости (с 1 октября 1908 года), Евгащино Евгащинской волости Тарского уезда. Окончил 3 класса Волынской духовной семинарии. При которой сдал экзамен по богословным предметам, за что получил свидетельство. Был женат. В семье было 5 детей. Учитель Евгащинской церковно-приходской школы. Член партии кадетов. Член земской управы. Управляющий тарским «Союз-Банком». Активный участник гражданской войны против большевиков. Командир отряда. Награждён наперсным крестом, имел скуфью. Приговорён к высшей мере наказания. Расстрелян в городе Минусинске;
- Пятаев, Михаил Максимович (1891—1930) — священномученик Омской епархии, священник села Мало-Красноярское Мало-Красноярской волости Тарского уезда и города Омска. Замучен в тюрьме города Каинска и расстрелян. 13-16 августа 2000 года Архиерейским Собором Русской Православной Церкви был канонизирован в священномученика по представлению Омско-Тарской Епархии. Первое воскресение, начиная от 25.01/07.02, Собор новомучеников и исповедников Российских установил Дату Памяти, а дату 28 февраля днём мученической кончины.